# 河姆渡遗址
29°57′45.35″N 121°20′44.61″E / 29.9625972°N 121.3457250°E
河姆渡遗址是浙江省余姚市一处公元前5000年至公元前3000年间的新石器时代文化遗址，位于余姚市河姆渡镇芦山寺村的姚江北岸。遗址发现于1973年夏，此后的两次发掘发现遗址包含4个叠压地层，揭露了干栏式建筑等遗迹，出土了夹炭黑陶等遗物和大量动植物遗存和栽培稻谷，一时轰动学术界，其代表的考古文化被命名为“河姆渡文化”。1982年，河姆渡遗址被公布为全国重点文物保护单位，2001年被《考古》杂志评为“中国20世纪100项考古大发现”之一:3-7。发现地建有河姆渡遗址博物馆和遗址展示区。

## 发现与发掘

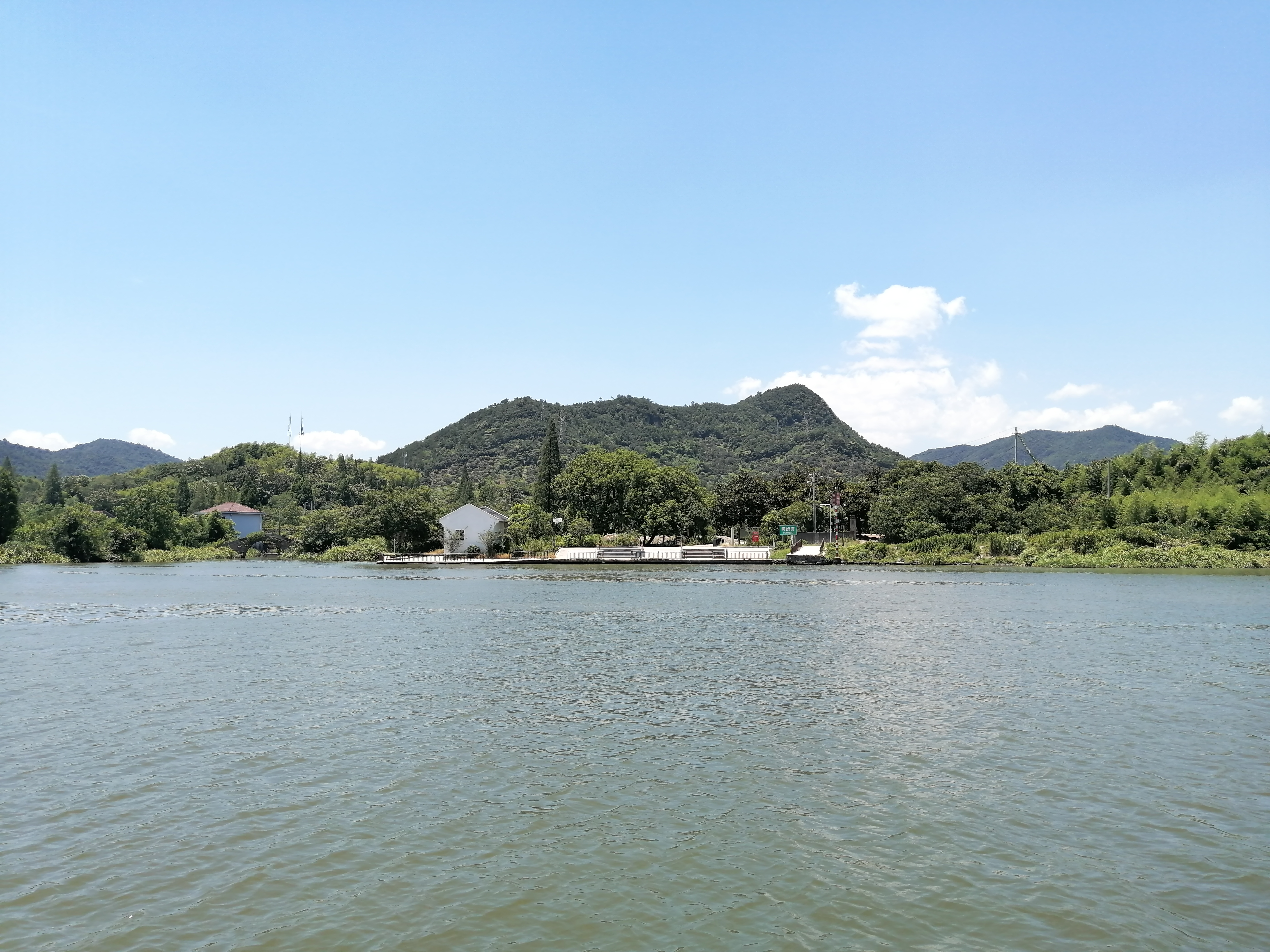
河姆渡遺址得名於河姆渡村，村名中的「河姆渡」為河姆渡渡口

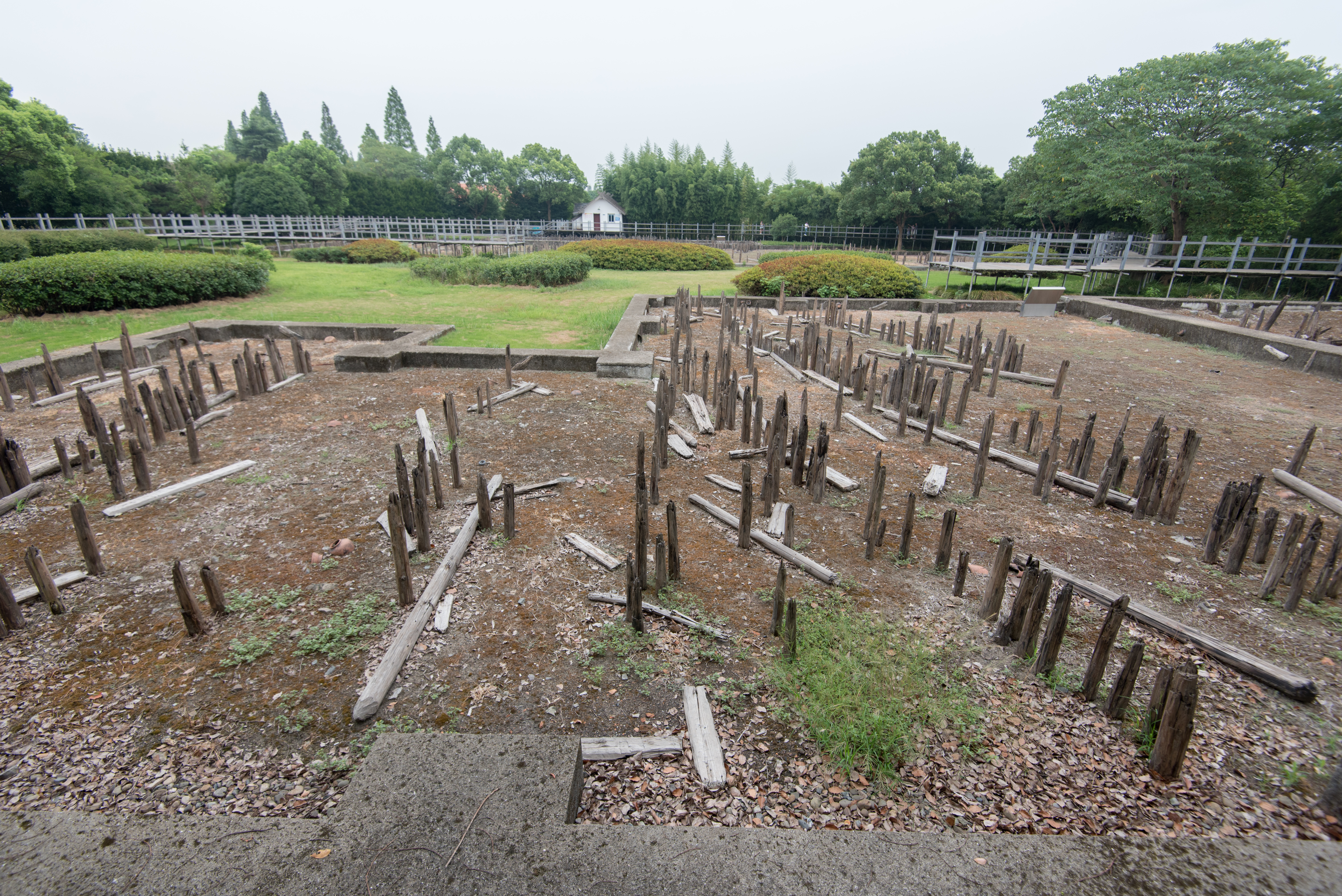
河姆渡遗址第一次正式发掘区域，现为遗址还原区

河姆渡遗址发现于1973年夏。当年6月，罗江公社为改善地势低洼稻田的产量，开始在河姆渡村北侧建造机电翻水站。当水闸基坑挖掘至3米深时，发现一批黑陶片、木建筑构件和动物遗骸。罗江公社随即将工程暂停并将此消息上报。浙江省文化局派出的专家王士伦在考察后当即建议浙江省博物馆对遗址进行抢救性发掘。随后，浙江省博物馆派出的考古队对遗址进行了调查和试掘，在5米见方的探方中共清理出100余件文物，以骨器和陶器为主。经过调查发现，遗址分布范围达到40000平方米，其年代、文化堆积丰富度和分布范围都超过了当时浙江省已经发掘的考古遗址，且发现的典型器物器型均有别于长江下游其他新石器时代文化:4-5。
1973年11月4日，经过国家文物局批准，浙江省文物管理委员会、浙江省博物馆偕同宁波、余姚等地文物部门人员组成考古队，开始对河姆渡遗址进行第一次正式发掘。该次发掘至次年1月10日结束，共打开探方810平方米，其中有文化层的面积为600平方米，其余部分因被姚江冲刷而消失。发掘探明，河姆渡遗址由四个史前文化层组成，出土文物1645件，包含石器、陶器、骨器、木器等类别。遗址发掘出稻谷等禾本科植物堆积厚达40至50厘米，大量人工栽培稻谷的出土轰动了学术界。1976年召开的发掘工作座谈会上，不少学者提出，河姆渡遗址3、4层代表了一种全新的考古文化，即后来所称的河姆渡文化:6。
为了进一步厘清河姆渡遗址的文化内涵，克服第一次正式发掘面积过小导致的考古资料缺乏问题，1977年，国家文物局拨专款，对河姆渡遗址进行了第二轮大规模发掘。参与此次发掘的除了浙江省级文物考古机构和宁波、余姚的文物机构外，还有来自杭州、温州、湖州、嘉兴、绍兴、衢州、丽水等省内多个地区的考古工作者。来自中国科学院考古研究所的考古学家杨鸿勋、苏秉琦以及北京大学教授严文明亲抵发掘现场指导发掘。这次发掘共打开探方20个，发掘面积2000平方米，发现大片木构建筑遗迹，墓葬27座，灰坑29个，出土各类文物6197件，进一步丰富了研究者对遗址内涵的认识。

## 分期与年代

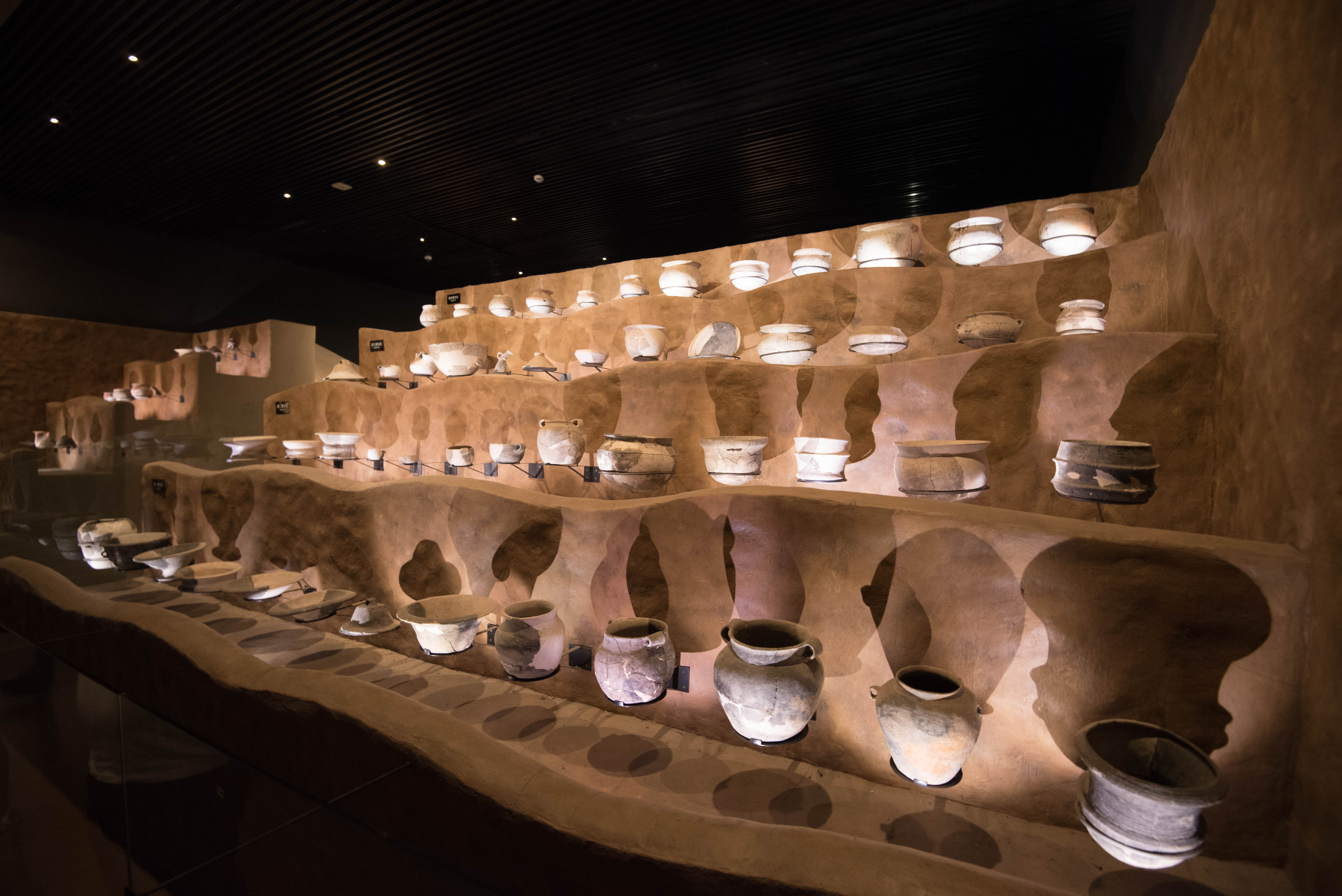
河姆渡遗址博物馆中的各期陶器展示，最下为第一期，最上为第四期

河姆渡遗址的堆积厚度为4米左右，共分为4个土质区分明显的地层，均为新石器时代堆积。第二次发掘时又将第二、三、四层根据土质和土色区分为2A、2B、3A、3B、3C以及4A和4B层。两次发掘的地层堆积情况基本相同，分别对应遗址文化的一到四期:8,13。四个时期的建筑和葬制相似，出土器物器型基本相同且存在完整的演变轨迹，因而被认为属于同一个考古学文化，即河姆渡文化:364。
第一期遗址保存最为完好。考古发现原始聚落遗迹包含西北—东南向排列的木桩，横向的地栿及散落的其他构件，应为干栏式建筑遗迹。建筑遗迹中发现大量栽培稻谷。遗物中发现数量最多的器物为骨器，此外还有木器、石器和陶器。骨器中有骨耜、骨镞、骨锥、骨针等，骨耜为其中的典型器物。石器以斧、锛为主，打制石器的数量大于磨制石器，通体磨光的石器及钻孔石器较为罕见。也有璜、管、珠、玦、玛瑙等饰品出土。木器多为器柄、木棍等，也有蝶形器等装饰品。日常用品中的陶器器型主要是釜、罐、盘、钵，多为黑陶，只有极少一部分彩陶，大部分为夹碳陶，少部分为夹砂陶，烧制温度大约为850摄氏度，主要制作方法为泥条盘筑法，也有采用捏塑和敷贴的器物，口沿多有装饰花纹，部分容器上有动植物纹样:361-362。
第二期遗址也发现了残存木桩。这些木桩经过加工，因而较为整齐。部分木桩底部发现了作为柱础的木板，说明栽埋柱的方式已开始替代之前直接栽桩的方式。该期发现墓葬13座，分布于居住区，葬式为头东脚西的侧身屈肢葬，面向北方。出土文物的数量较第一期有减少，风格在沿袭的基础上有所变化。石器中的打制痕迹明显减少，而磨制石器大量增加。装饰品多采用萤石制成。骨器的种类和形式与第一期相同。木器中出现了木耜和木胎漆碗。陶器的黑色变浅，夹砂陶数量上升，泥质红陶开始出现。器型中，圈足器比例增加，灶和甑开始出现:362-363。
第三期遗址仅有零星柱洞，疑聚落中心尚未发现。发现方形木结构水井遗迹一眼，周边遗迹暗示可能有井亭存在。此外还发现墓葬三座，葬制与二期相同。出土遗物少于第二期，其中骨、木器数量锐减。石器大多已通体磨光且采用钻孔技术。出土陶器中，夹砂灰陶、夹砂红陶最多，而夹碳陶仍占据一定比例。制陶方式除手动外，还发现了慢轮修整的痕迹，而纹饰比第二期更为简单。器型方面，圈足器继续增加，开始出现三足器:363。
第四期遗址不见木柱，但有红烧土和柱础存留。发现墓葬11座，葬式为仰身直肢葬。出土器物种类、数量均不及前几期，其中骨、木器均未出土。石器器型与之前几期相同，但制作较前几期显得更为规整。装饰品与第三期类似，采用萤石和叶腊石制作。陶器仍主要为手工制作，但部分器物已使用轮制。三足器比例上升:363-364。
根据碳14测定的数据，河姆渡遗址第一期年代为公元前5000年至公元前4500年间，第二期年代为公元前4300年至公元前4000年间，第三期年代为公元前4000年至公元前3600年间，第四期由于标本较少，估计年代为公元前3600年至公元前3300年间:370-371。

## 发掘成果

### 动植物遗骸
河姆渡遗址共发现61余种动物的遗骸，主要见于第一期和第二期，尤以第一期居多。这些遗骸多因古人食用后丢弃而较为破碎。其中，无脊椎动物3种，脊椎动物58种，脊椎动物中以哺乳类为最多，此外还包含爬行类、鱼类和鸟类。在遗址中发现的猪和狗为驯养动物。在发现的猪标本中，少年个体和成年个体占到90%，且第一期发现的陶猪身体比例介于野猪和现代家猪之间，证明当时已有养猪食肉的行为。遗址中出土的狗标本和狼存在明显的差异，且在居住区发现了疑似狗粪，证明当时已驯养狗。此外，发现较多的水牛标本，说明当时也有可能驯养水牛。其余动物为捕猎所得，包含象、犀牛、麋鹿、红面猴等在浙江野外已不存在的物种。据研究，这些物种遗骸应当是本地所产。
根据第一、二期的孢粉分析，第一期文化时期，主要的植物为枫香、蕈、南酸枣等当下见于岭南、台湾和南亚的植物，说明当时气候较现在更温暖湿润。而到了第二期，榆、松等耐旱木本植物开始出现，说明气候开始变得干旱，水域变小。在第三期文化层中，枫香、蕈等划分减少，说明气温开始下降，气候向温带靠拢。第四期则出现了喜冷、湿的蕨类植物，说明气温进一步下降:360-361。
在发现的植物遗存中，包含大量稻谷及稻杆、稻叶形成的堆积，位于木构建筑遗迹附近，厚度达到20至50厘米，种类为栽培稻中的籼稻。大量稻谷保存完好，稻叶在出土时仍呈绿色，且能辨别稻谷上的稃毛。除此之外，也发现了小葫芦、橡子、菱角、酸枣、芡实等果实，说明采集仍是当时重要的食物来源。出土植物遗存中包含大量樟科植物叶片，应为人工采集，并可能作为药用。

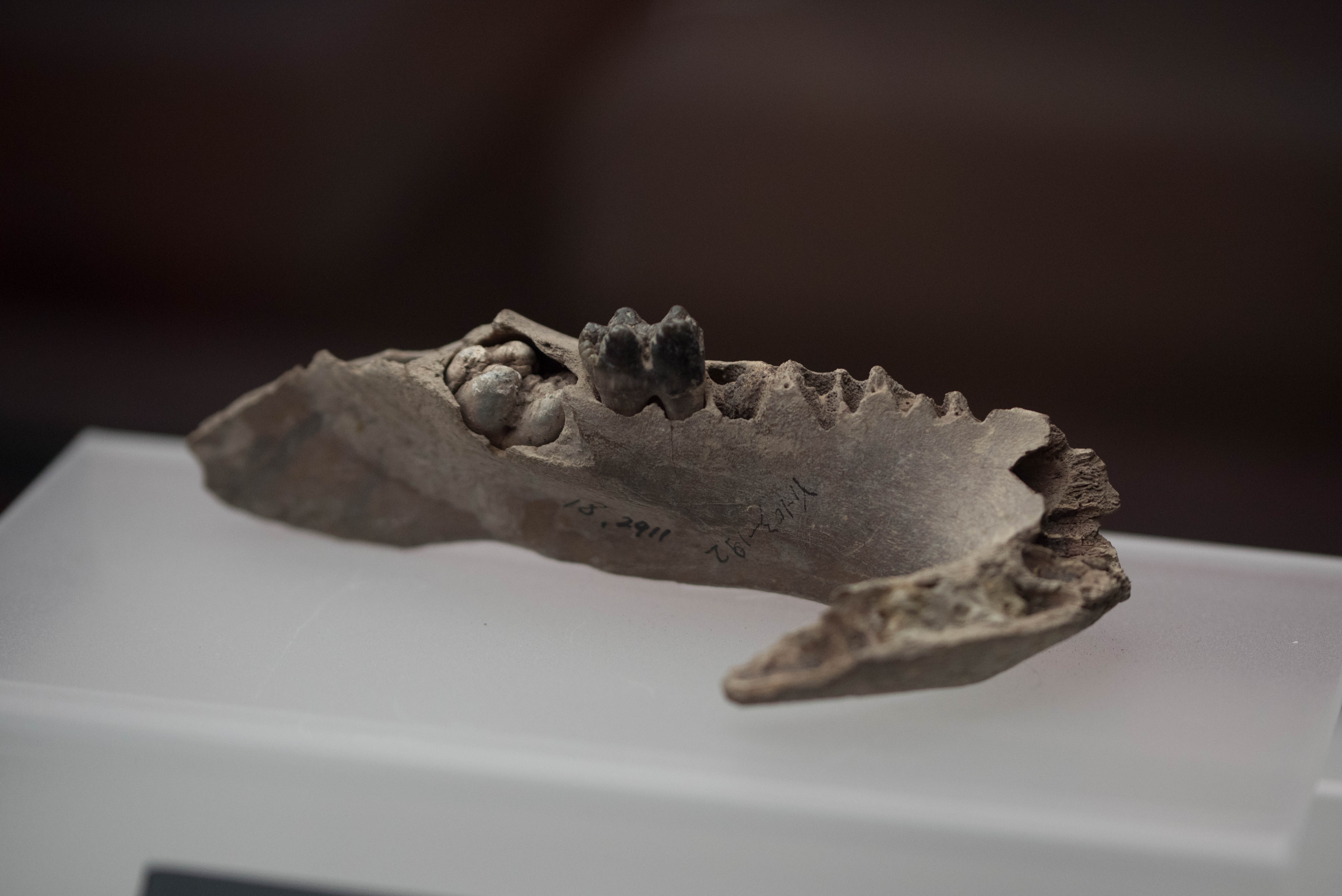
猪下颌骨
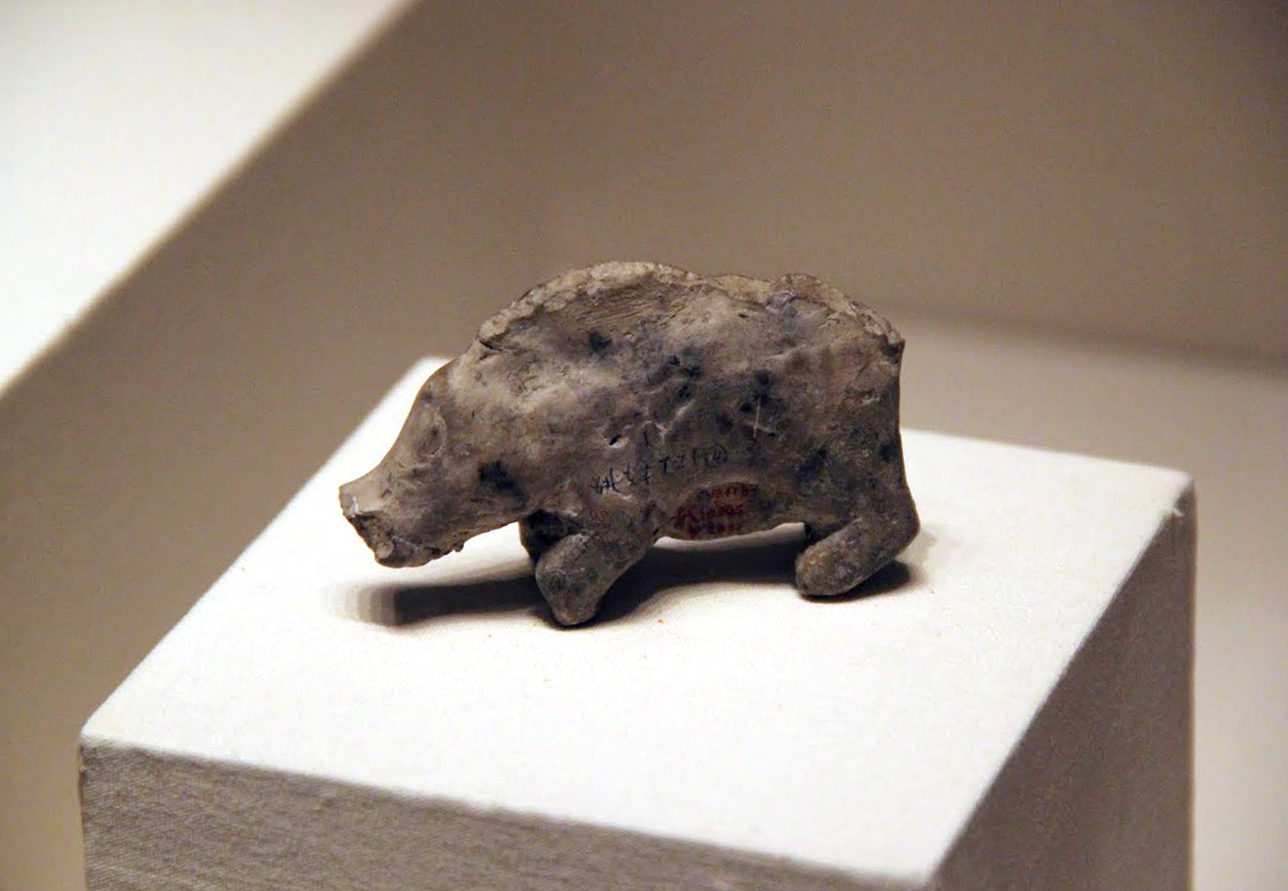
第一期文化出土陶猪
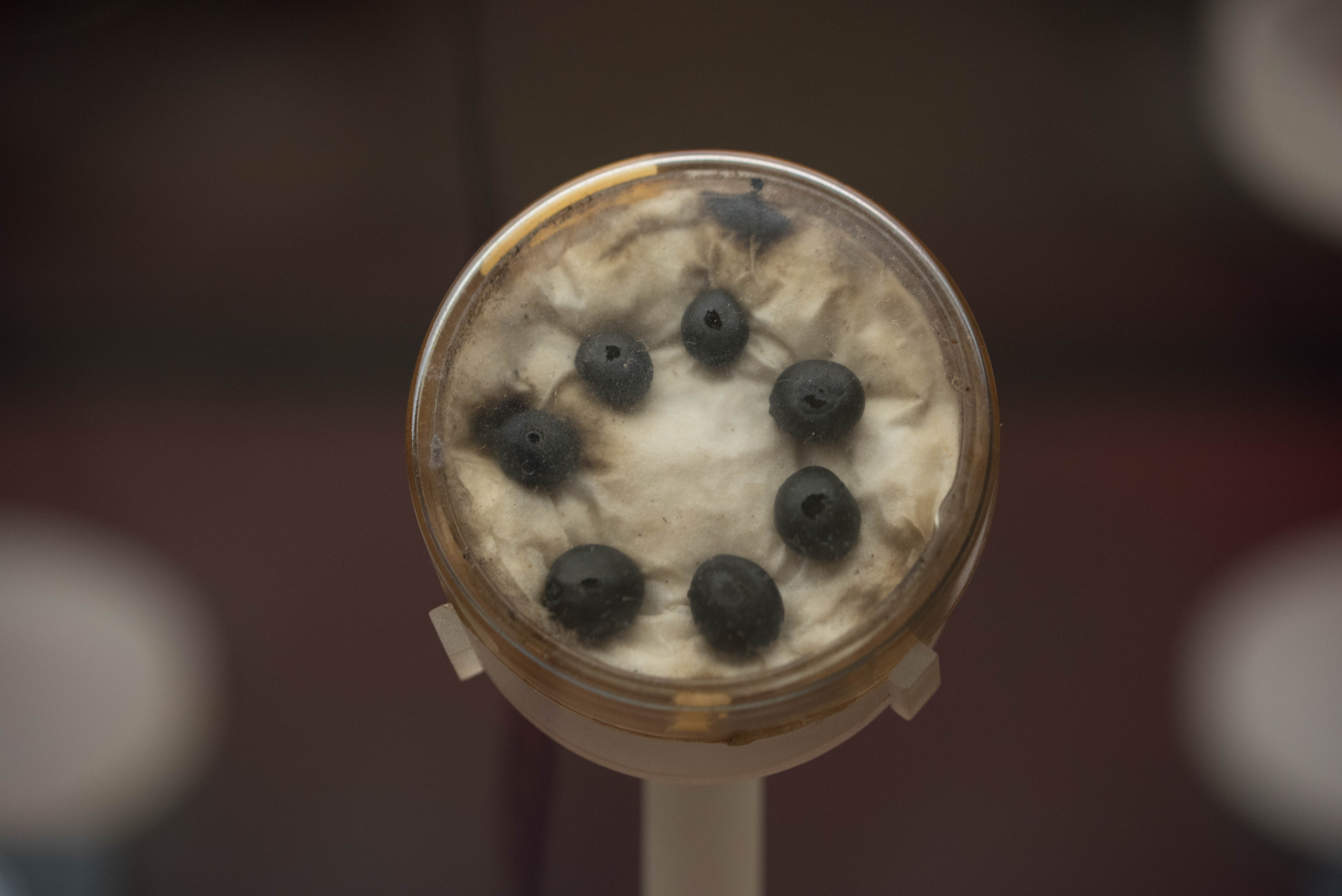
芡实标本
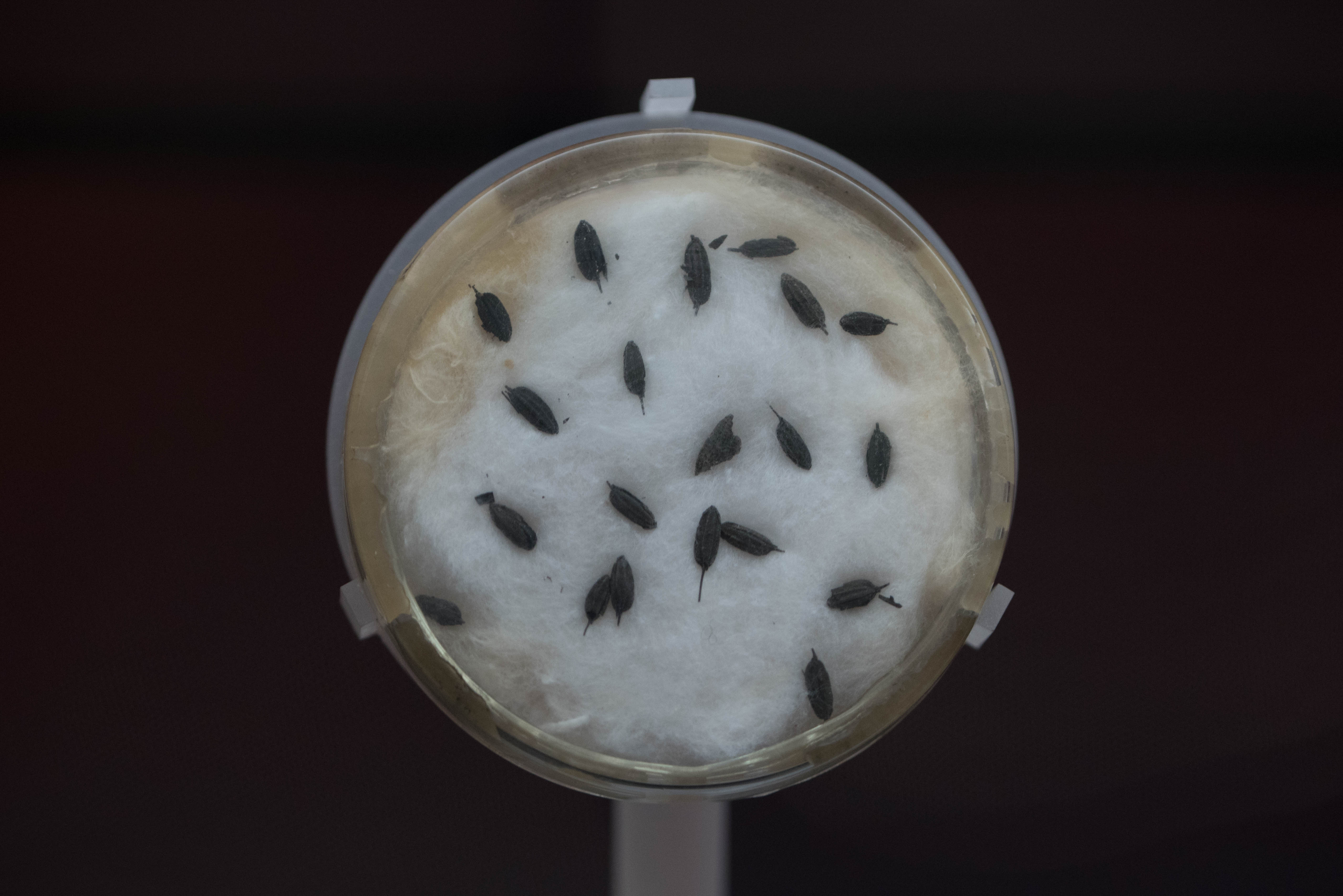
稻谷标本

### 骨、石、木器
河姆渡遗址发掘出的生产工具由骨、石、木等材料制成。在第二次正式发掘出土的4670件文物中，骨器占到了48.6%，足见其地位。在这些骨器中，骨镞、骨耜所占的比例最大，此外还包括锥、凿、针等实用器以及笄等装饰品:115-116。两次正式发掘出土的骨耜达200件左右，多见于第一期文化层中，多为水牛、水鹿、麋鹿肩胛骨制成，上端窄处为柄，下端宽处为刃，正面中部常有穿孔，或两侧磨凹，上可见藤条捆绑痕迹:155-156。第二轮发掘出土过一件捆绑有木柄的骨耜，还原了此种器物装柄的原貌。浙江农业大学教授游修龄提出，骨耜为河姆渡人翻地的工具，并以其用具将当时的农业形态命名为“耜耕农业”，这一观点被学界普遍接受。除骨耜外，兽类尺骨常用于制作骨凿，肋骨用于制作骨锯或骨匕，鸟类肢骨由于中空而被用于制作管状针:117。
河姆渡遗址早期文化层出土的石器比例约为石器的七分之一，早期多用黑色变质岩等质地较为坚硬的石料制作，除刃部磨制之外其余部分多为打制，因而较为粗糙。器型上，以石斧为最多，除此之外还有石凿、石锛等:119-121。在这些石器中，发现了有段石锛的雏形。这种石锛可与木质或骨质的器柄结合，起到提高工作效率的目的。有段石锛曾在中国东南部以及朝鲜、日本和许多太平洋岛屿的遗址中被发现，而河姆渡出土的石锛为有段石锛早期的形态。
河姆渡遗址出土的木器大部都经过磨制，相当比例都是作为复合工具组成部分（例如踞织机的一部分）出现，除此之外还有木筒和木碗出土。第二期文化层曾出土一只椭圆瓜棱形木碗，木碗上涂有朱红色漆。这一发现将考古发现漆器的年代从商代上推2000年:377-378。

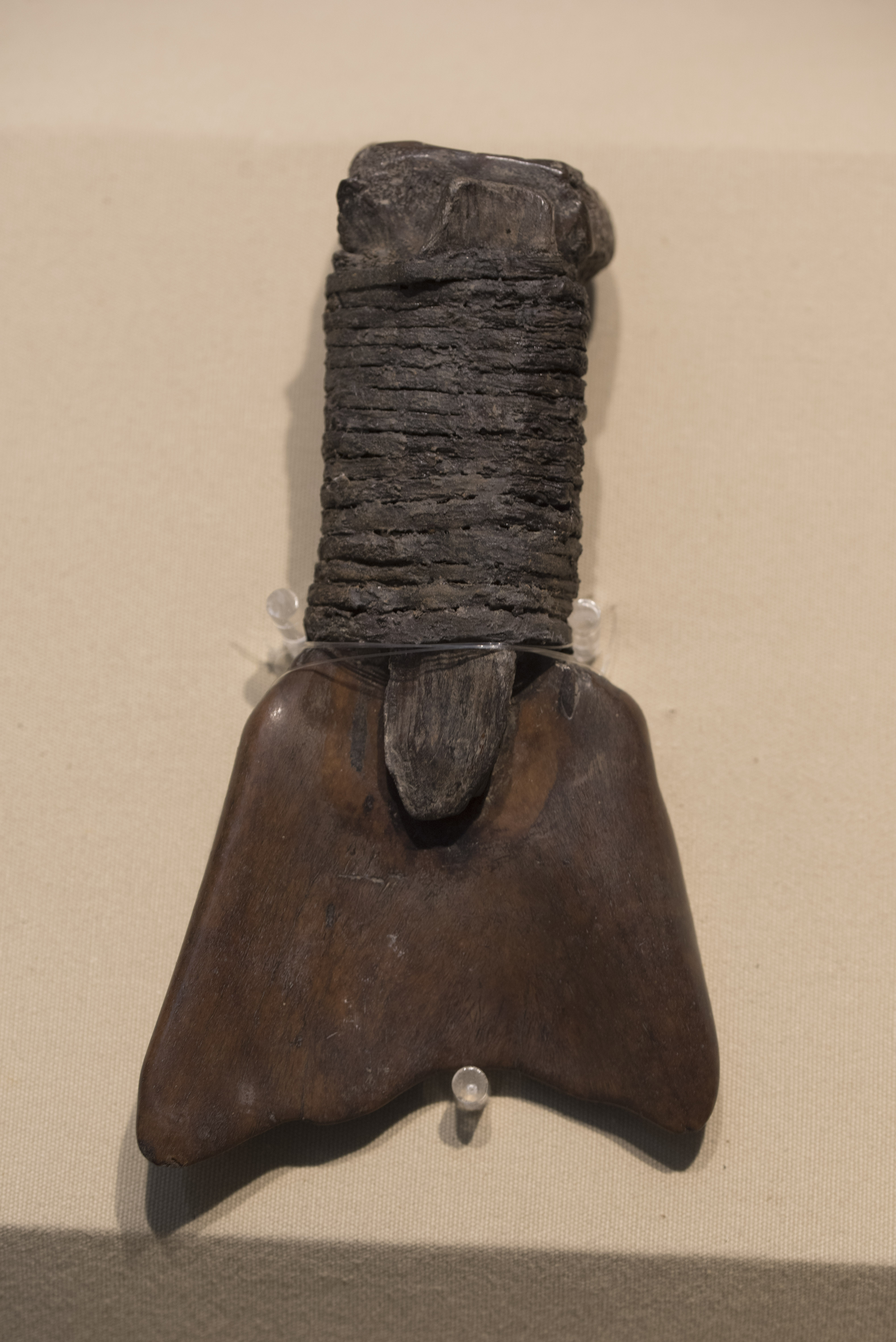
带木柄骨耜
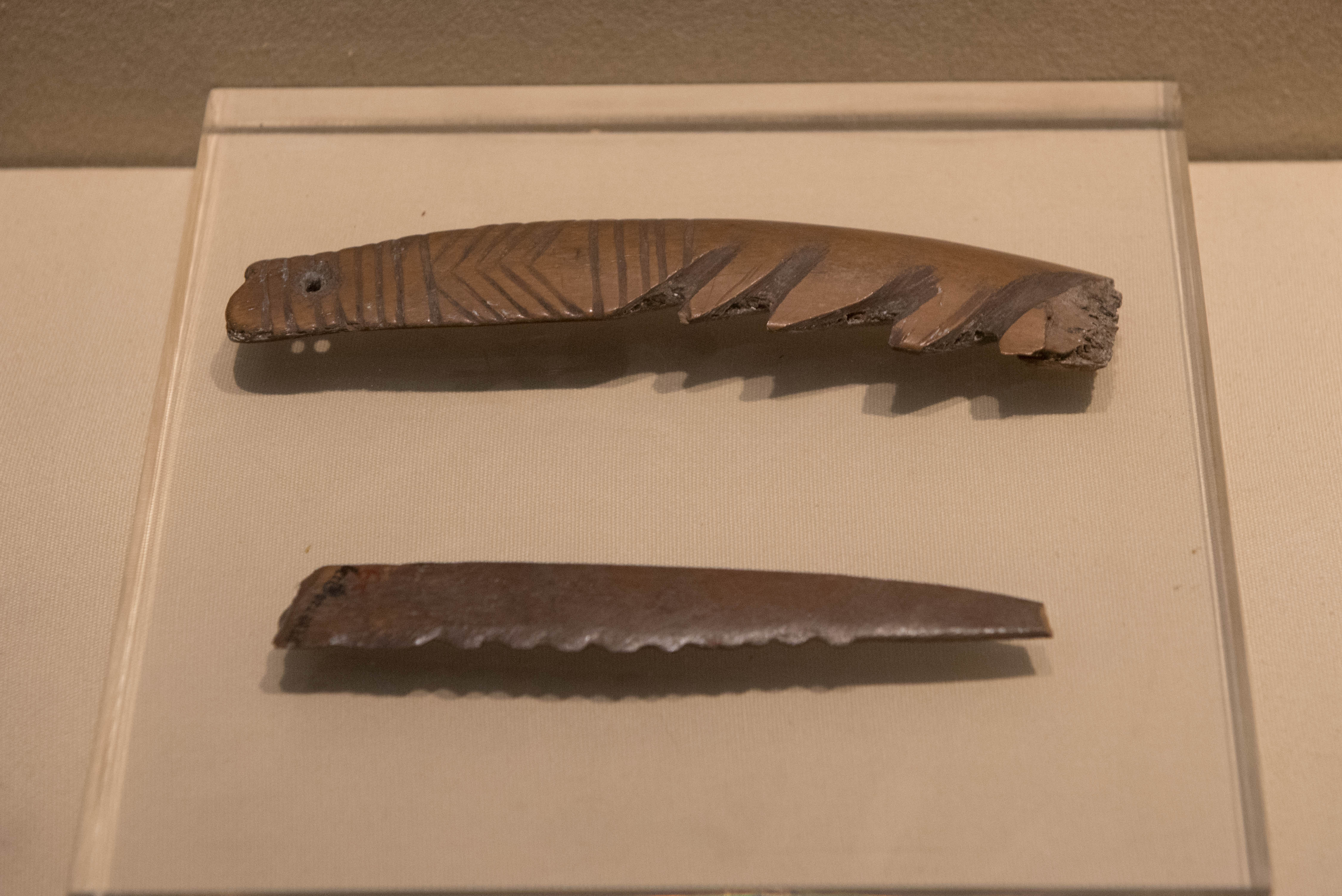
骨镰
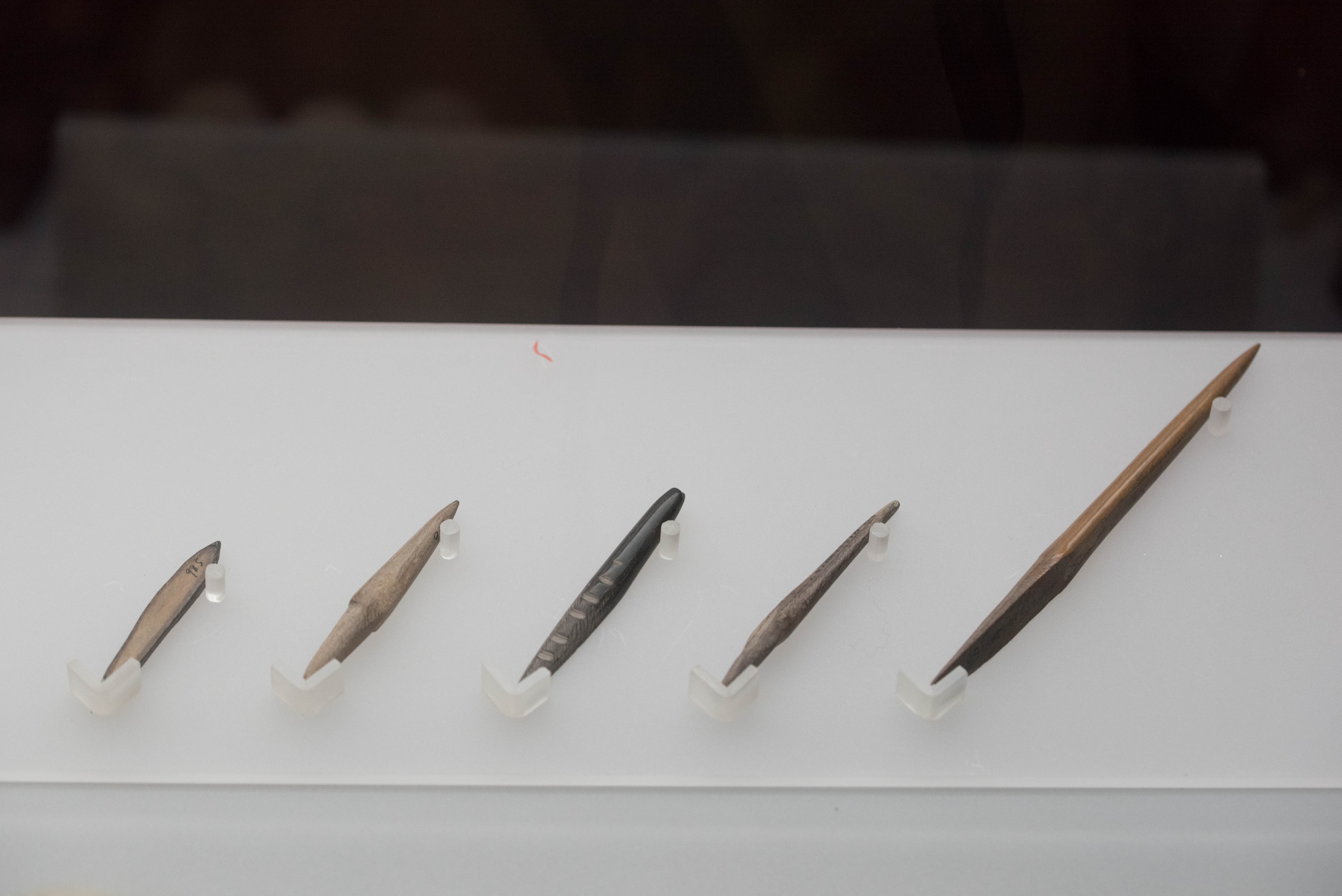
骨针
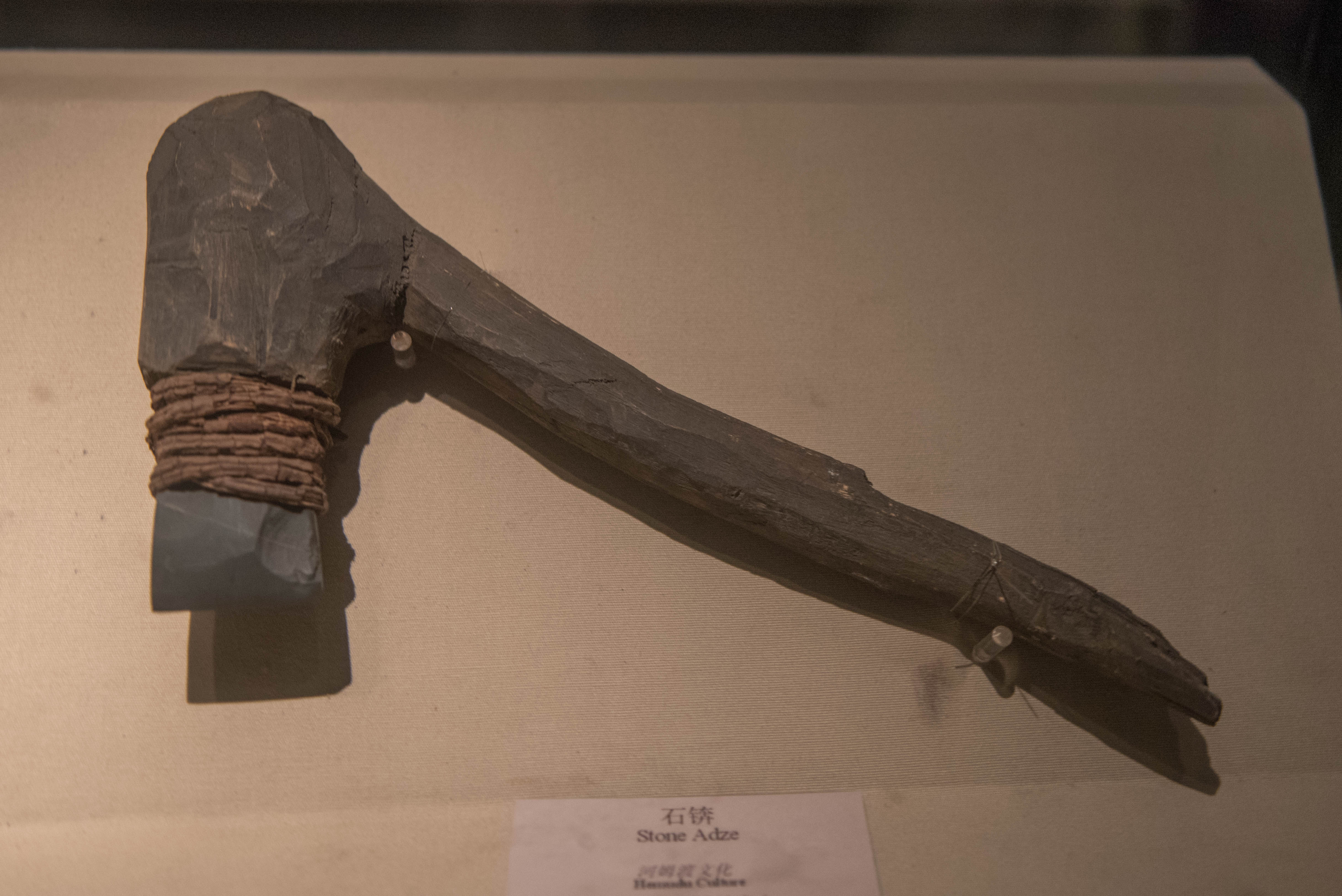
石锛
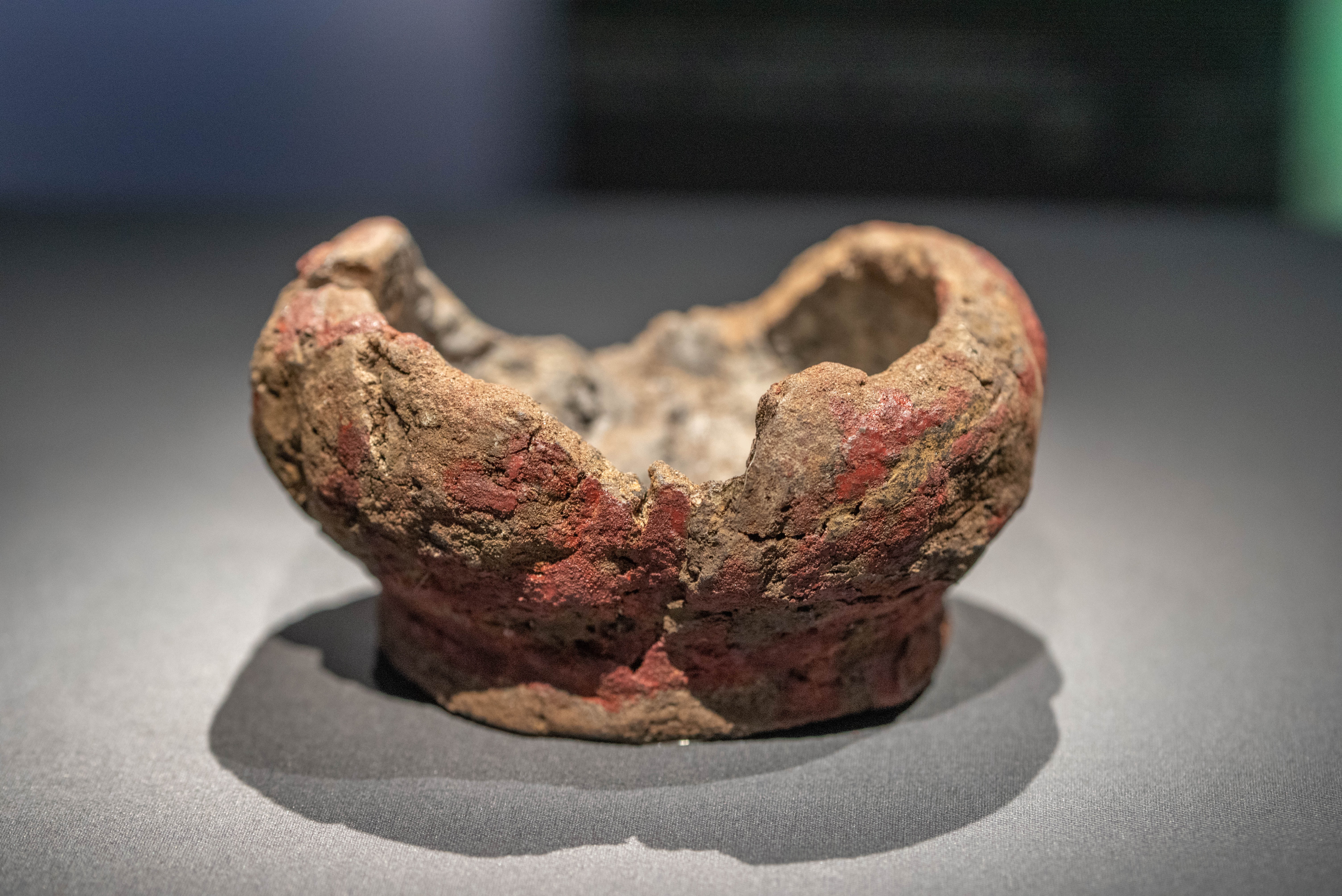
朱漆碗，为禁止出境展览文物

### 陶器
河姆渡遗址两次发掘共出土完整和复原陶器1695件以及数倍于此的陶片。出土的陶器中，依据陶系可分为夹炭黑陶、夹砂黑陶、夹砂灰陶、夹砂红陶等，而以夹炭黑陶为多。这种陶器为了减少陶器烧制过程中的开裂，有意将炭化的植物茎叶掺入黏土中烧制而成。依照文化层从早到晚的顺序，第一期文化主要为含铁量较低的黑陶，尤以夹炭黑陶为多。至第二期，出现泥质红陶，黑陶色泽已开始变灰。至第三期，夹砂灰陶成为陶器中的主流。至第四期，含有氧化铁的夹砂红陶成为主流。除此之外，第一期和第二期的陶器多为泥条盘筑法制成，而从第三期开始，陶器变得更加匀称，中心对称性更好，因而认为当时已经出现了慢轮制陶工艺。陶系的差异也是进行遗址分期的重要依据:84-85,87-88。
遗址出土的器物包括釜、支脚、灶、鼎等炊器，罐、盆、钵等盛器，盘、豆等食器和盉、杯等水器。炊器中，釜的数量最多，且随文化层而变化，其高矮、器型、陶系可用于区分文化分期。支脚的数量也较多，可用于在烧火时支撑釜，部分三期支脚上有堆塑。鼎从第三期开始出现，第四期数量增多。盛器中，罐的数量最多，包含双耳罐、单耳罐、四系罐和小平肩罐等器型。食器中，数量最多的是盘，其中最常见的器型是翻沿盘和折棱盘。自第二期文化起，豆的数量开始增多，到第四期成为主要的食器:92-112。第二期文化层中发现的炊器中，有夹砂红陶灶一件。该器物下部为圈足，足上有小孔，外壁有两耳可供搬运，内壁有支丁可用于架釜，为中国发现最早的专用架釜炊煮器:238。

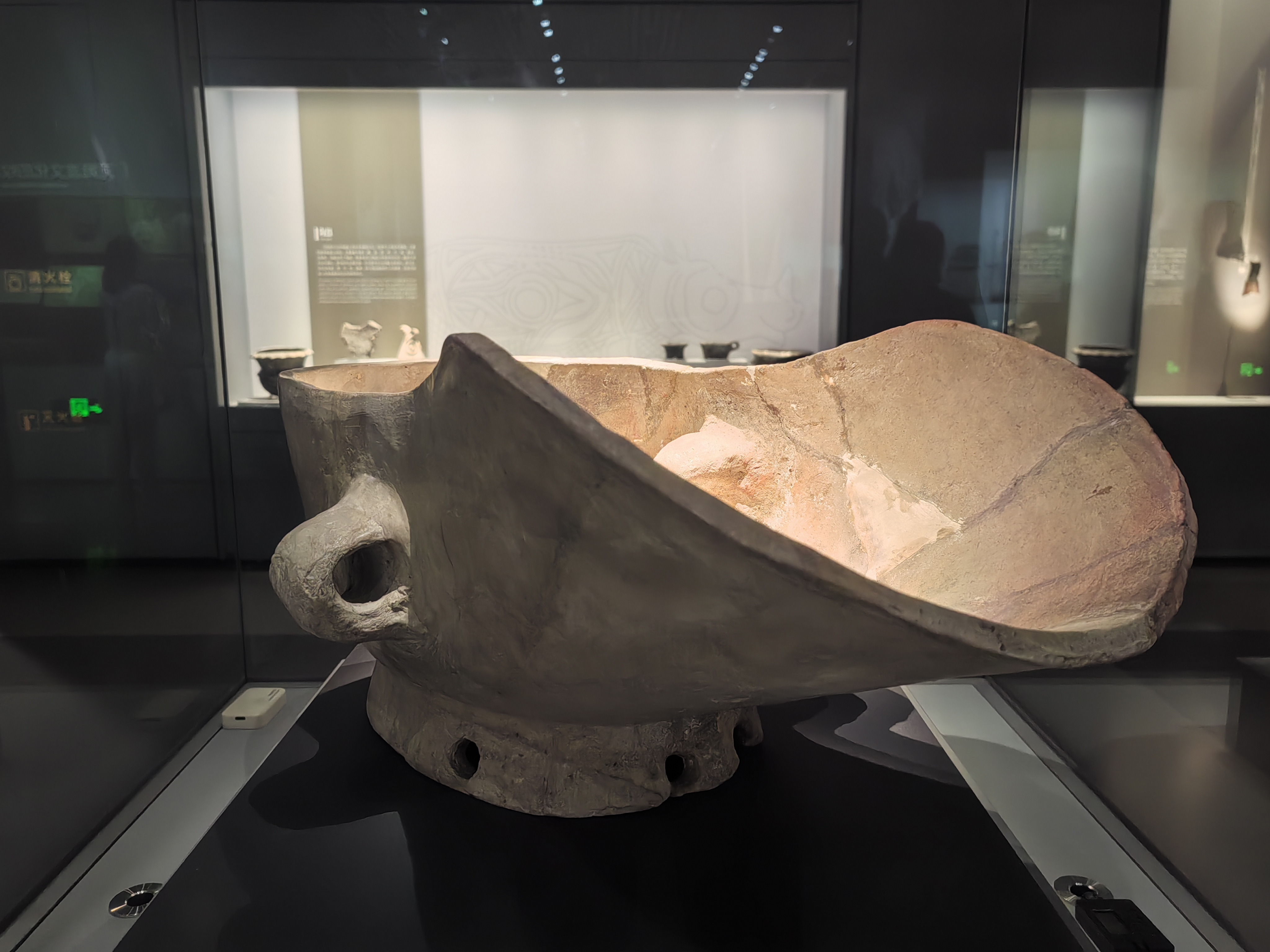
第二次正式发掘出土陶灶（禁止出境展览文物）
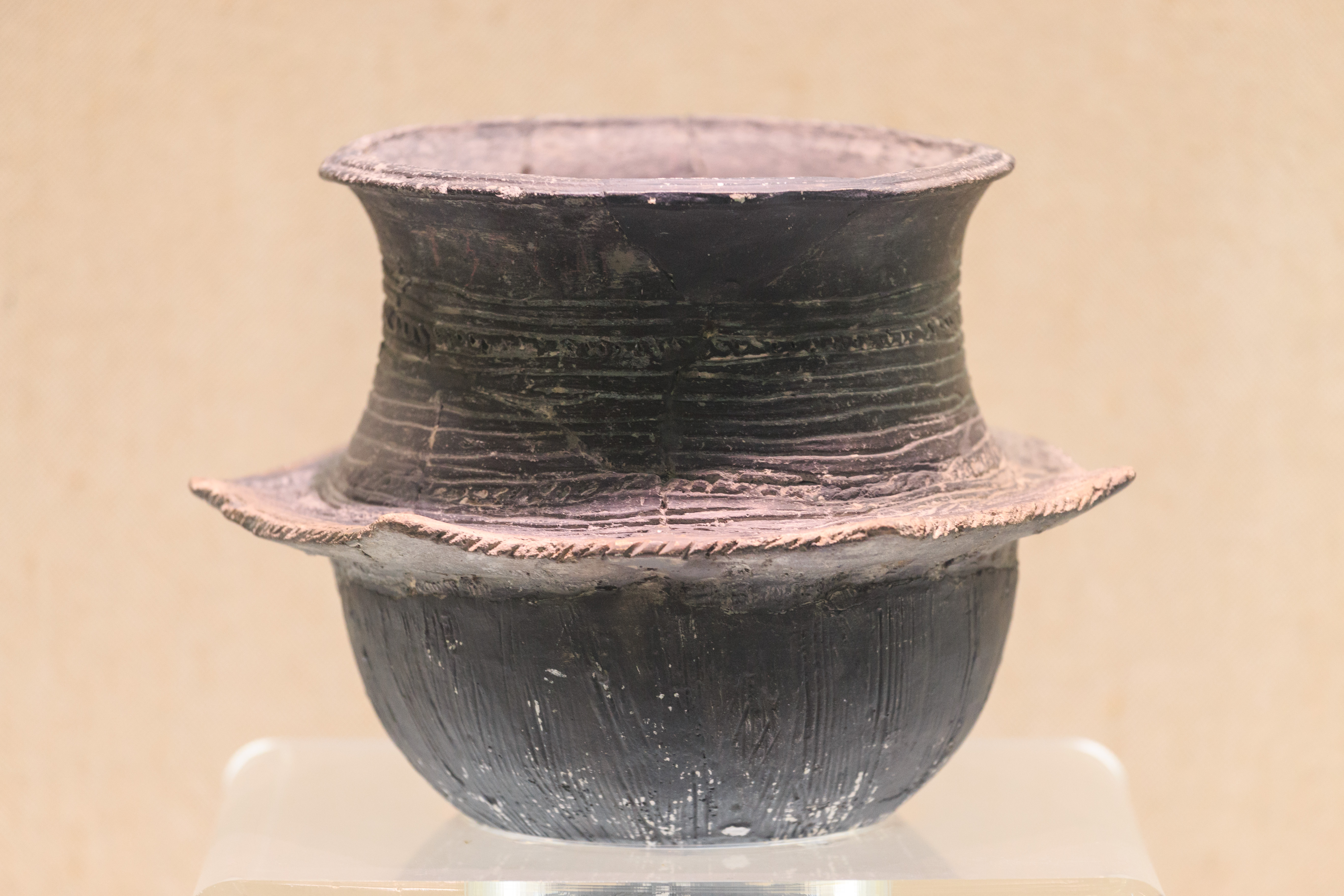
敞口多角腰檐黑陶釜
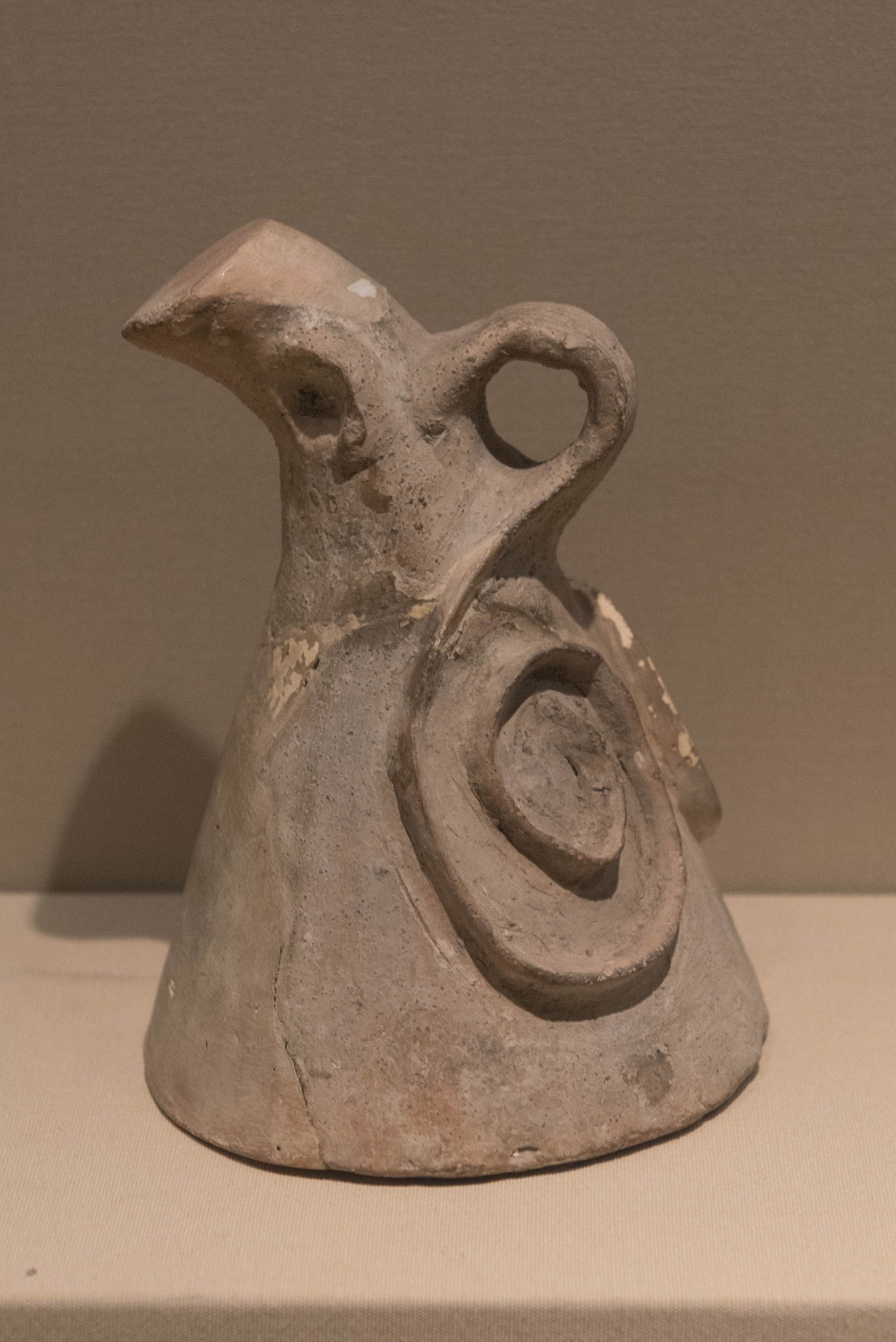
带堆塑的支脚
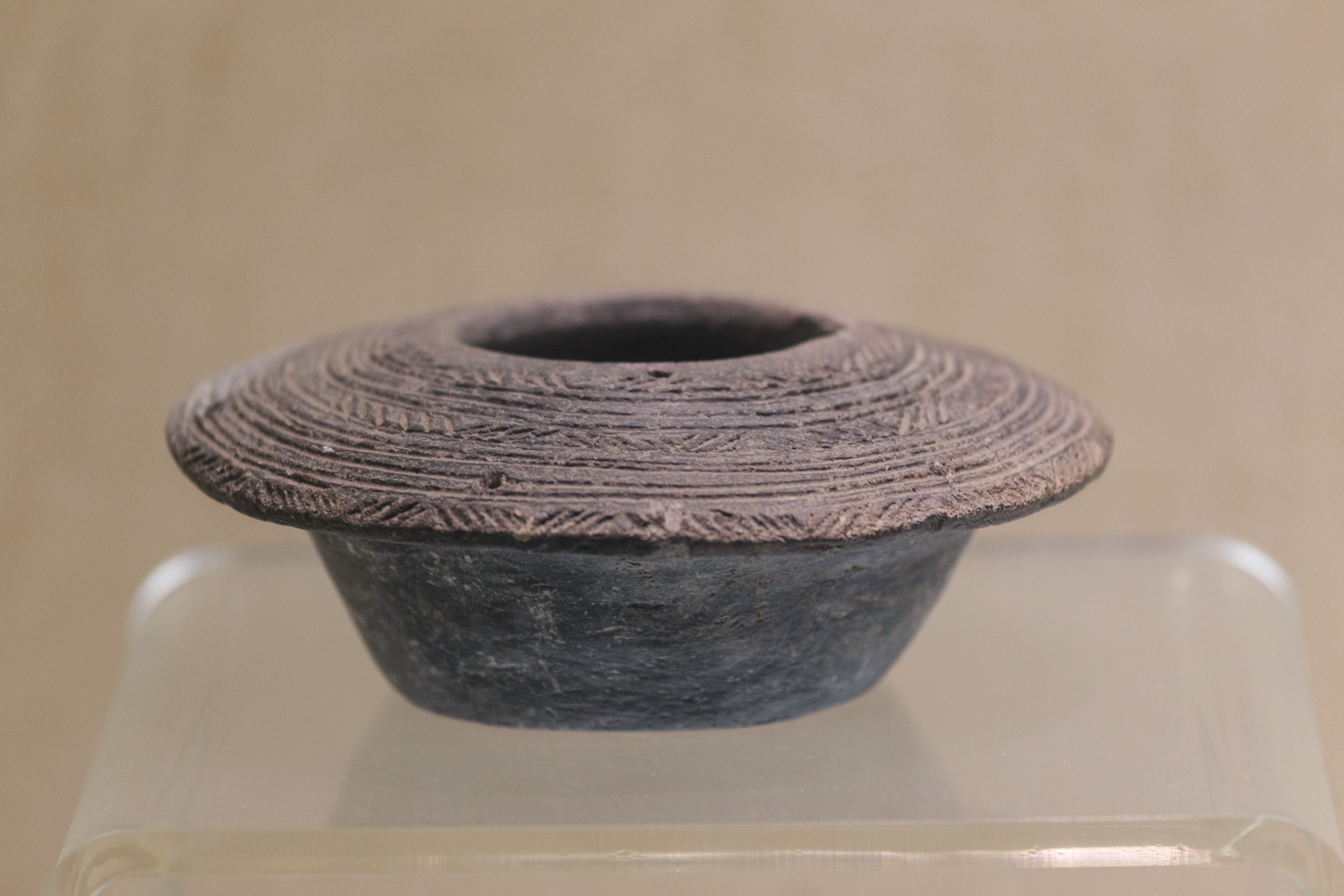
圆口广沿黑陶罐
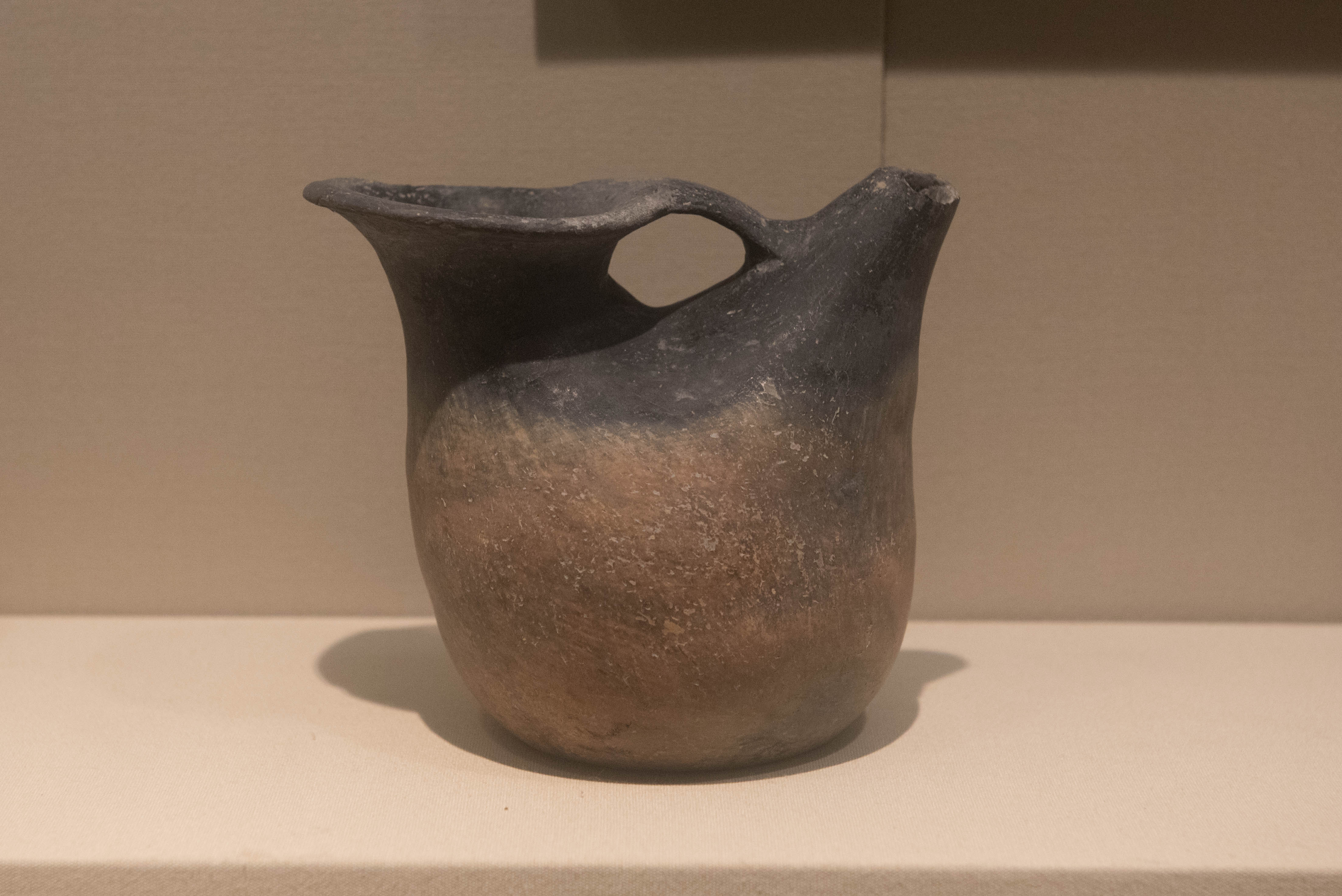
陶盉

### 木构建筑
河姆渡遗址第一、二、三期文化层中均发现大量木构建筑遗迹，以第一期保存最为完整。河姆渡遗址发现建筑的第一阶段形态为干栏式建筑，分为高干栏和低干栏两种形态。结合民族学资料推断，这一阶段干栏建筑基础为直接打入地下的承重桩，在承重桩上设龙骨形成基座，再于其上立柱建设房屋，房屋屋顶可能为两面坡，上有稻草或茅草以防雨水。第二轮考古发掘中，曾发掘出4排疑属于同一建筑的木桩，其中三排两两间距均为3.2米，与其余一排距离为1.3米。根据推测，该建筑应为背山面水，带有前廊的长屋，面宽在23米以上，进深约7米:26。第二阶段的建筑形式发生了变化，出现了先挖掘柱洞，此后放置木制垫板，最后填土的承重桩。部分研究认为，此时的建筑形态已转化为地面建筑，其他研究则认为此时的建筑样式仍为干栏式。在第三期文化层中发掘出水井一座，外围为28根栅栏桩组成直径6米的圆形，其内有十六根平卧圆木组成正方形平面，与四排垂直木桩相套，形成方框。推测当时水井为方形，方木为四周支护，而圆形栅栏可能为井亭:294。
河姆渡遗址发现的建筑构件多使用石斧、石锛等工具加工而成，构件上常可见到相关的加工痕迹。石斧主要用于伐木和切断木料，石锛则用于平整木料。石凿、骨凿用于开挖卯孔，而纵剖木料则使用的是石楔:189-192。第一、二期文化层出土的建筑构件中有大量榫卯构件，其余构件可能采用捆扎的方式固定。出土的榫卯有柱头榫、梁头榫、燕尾榫、双凸榫、企口板等。榫头截面长宽比接近4:1，已与后世比例相近:193-196。

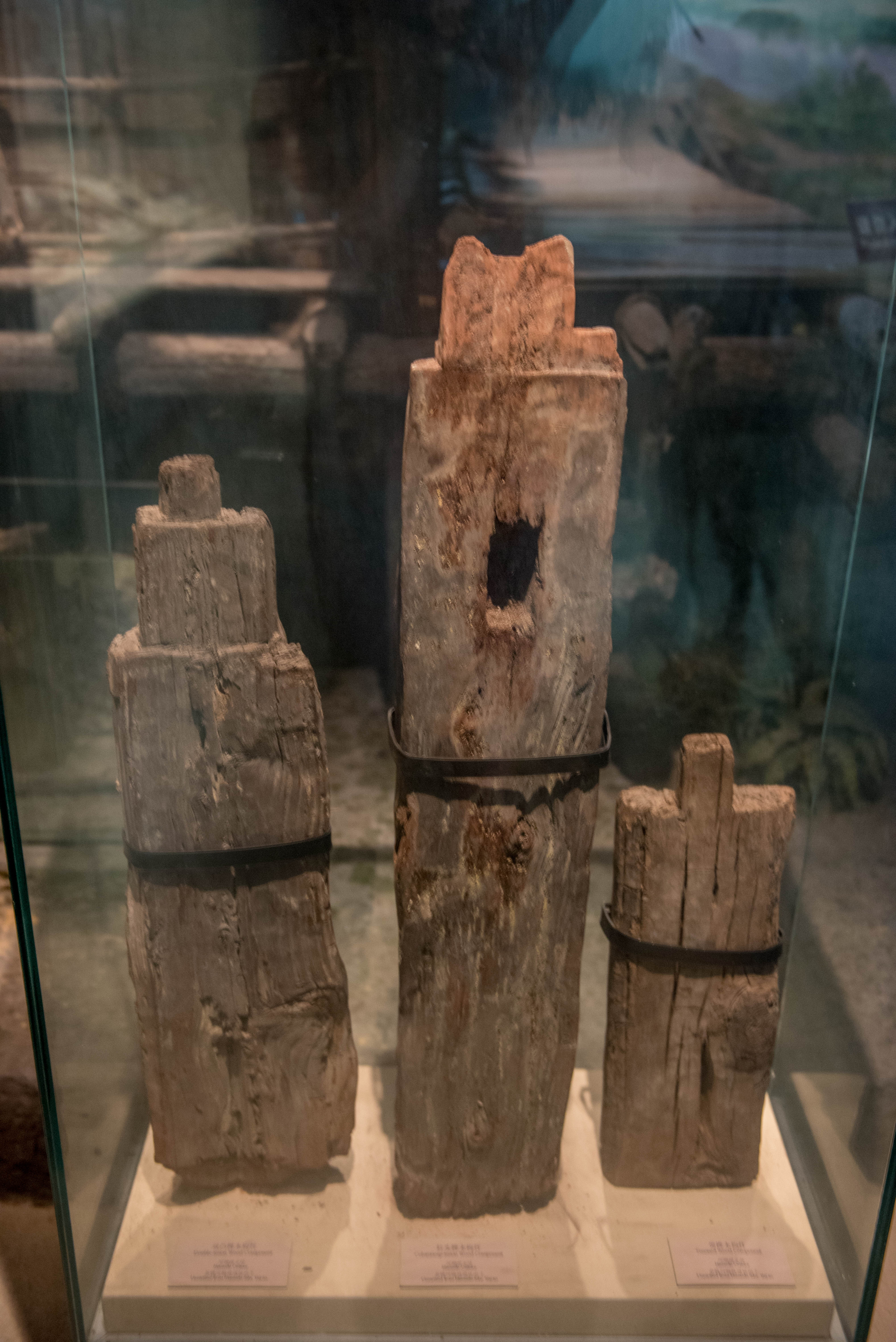
出土榫卯构件
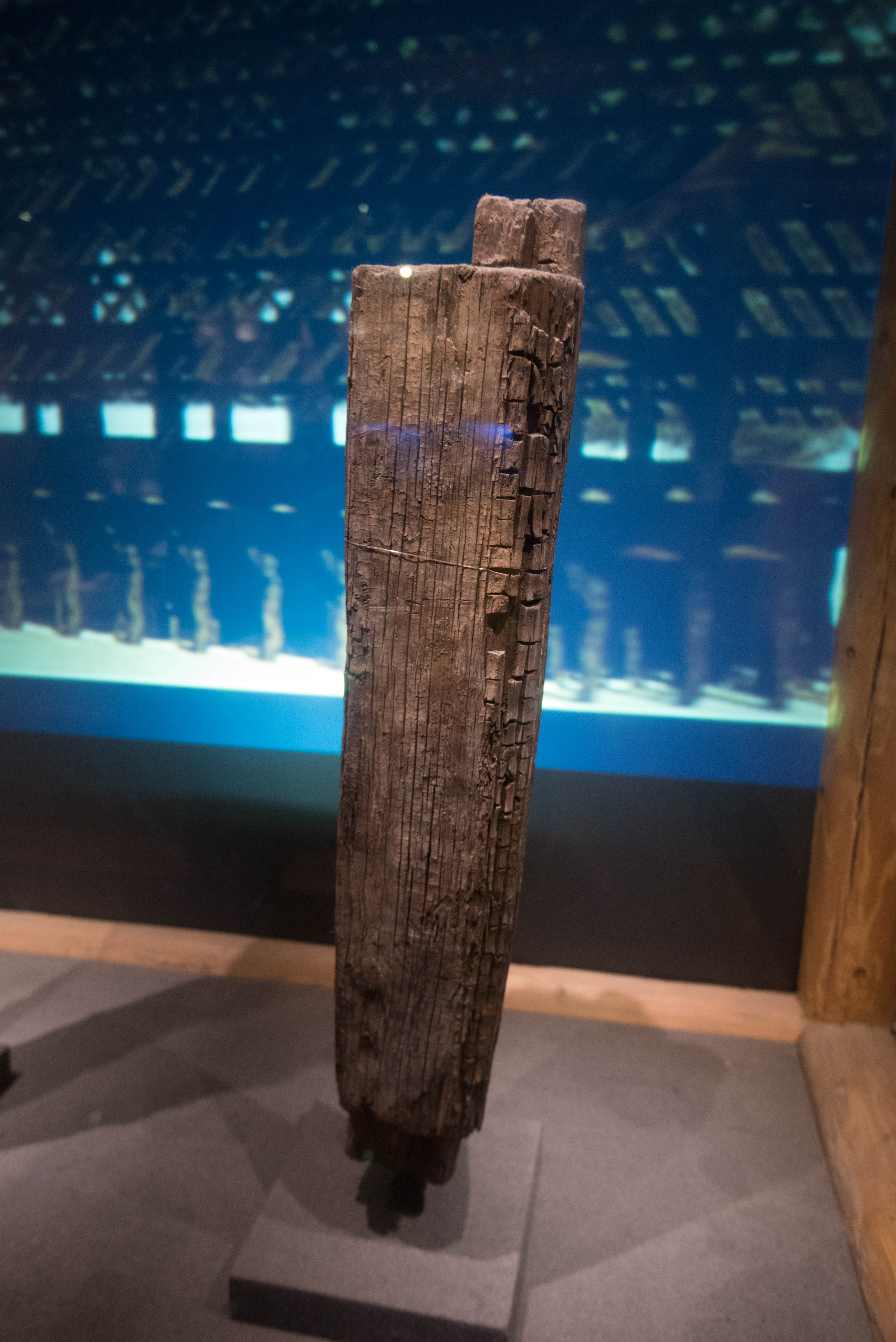
出土梁头榫
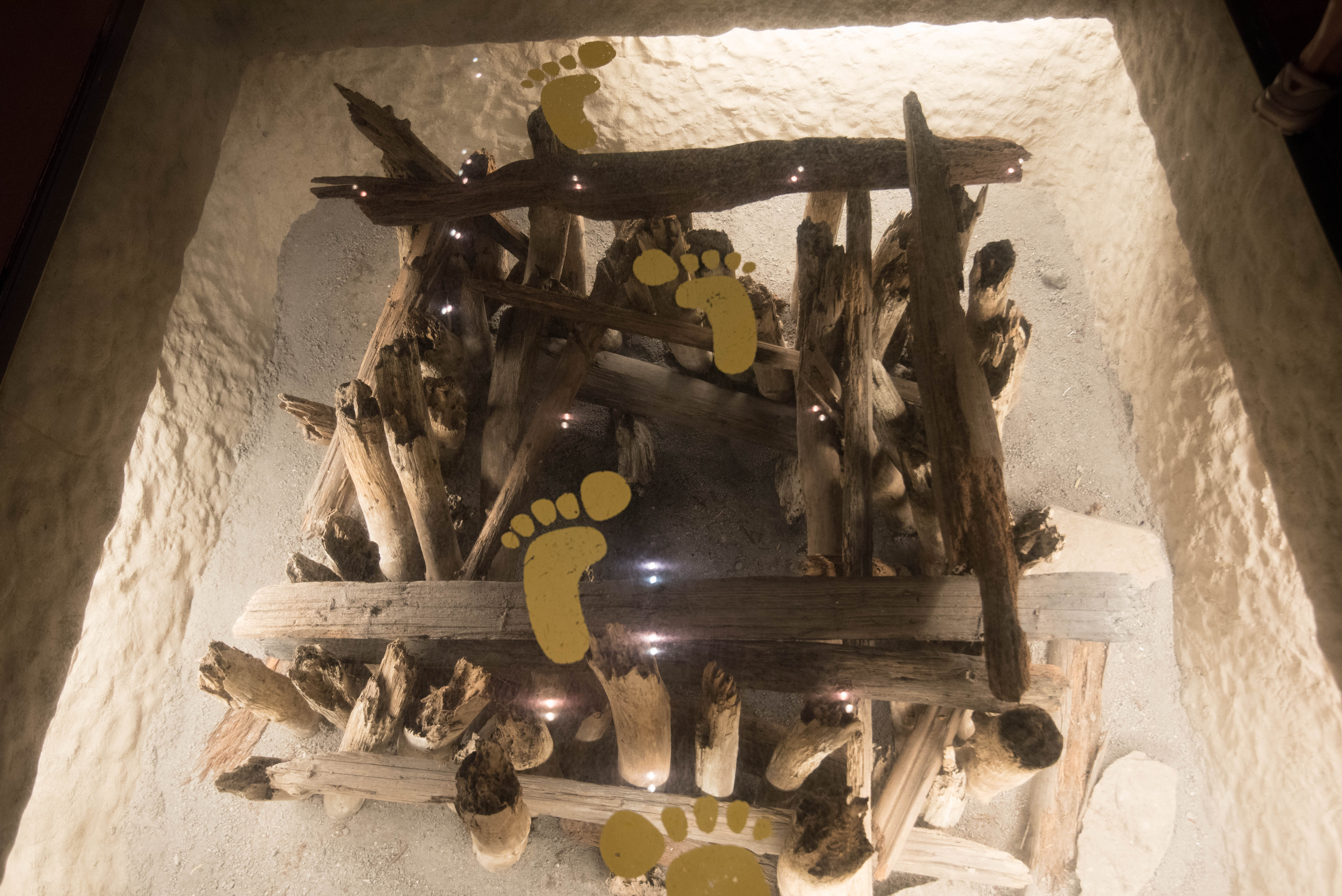
第三期文化层发现木构水井
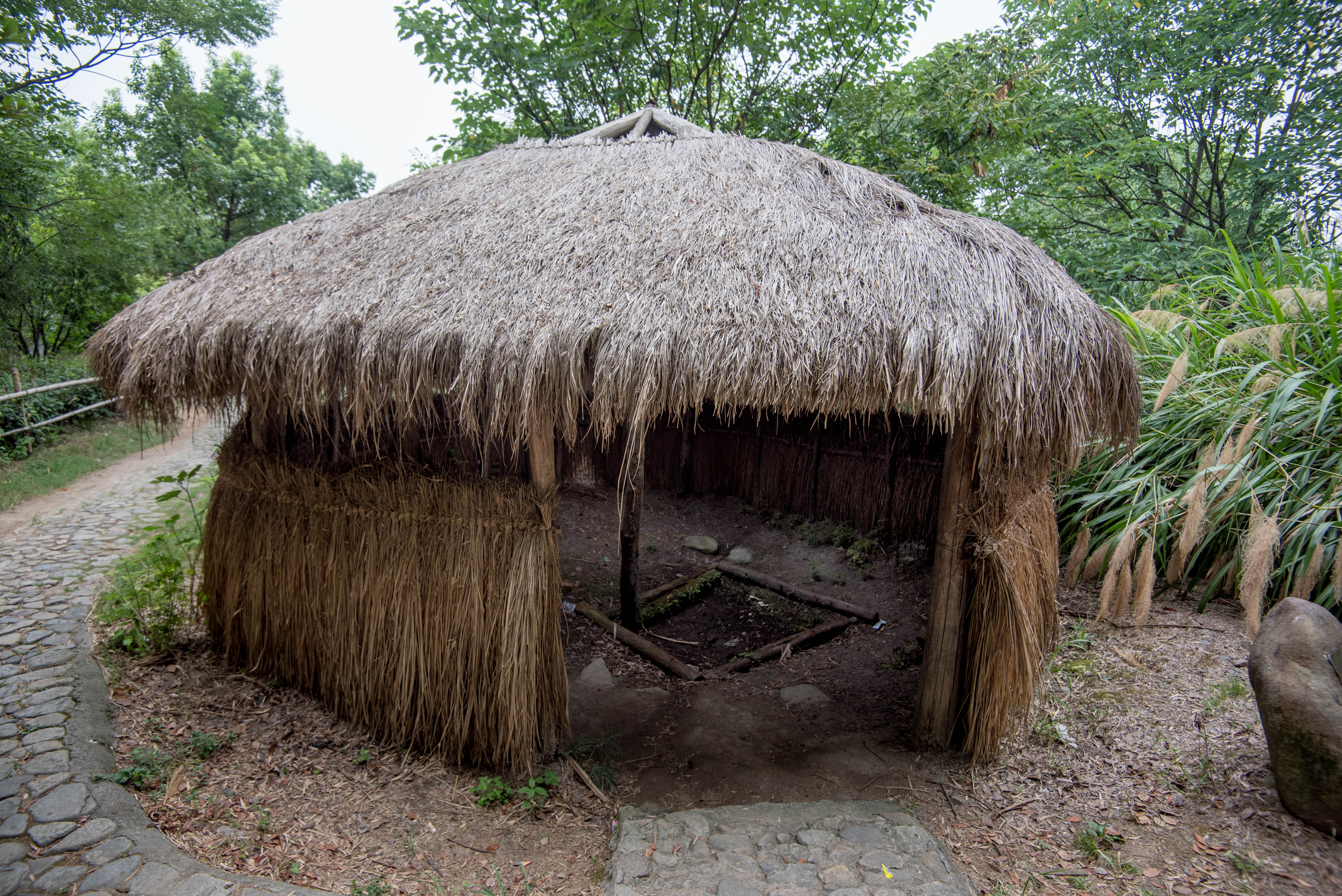
根据考古发掘成果对水井的复原

### 艺术品
河姆渡的原始艺术大部分为实用器上的装饰艺术，其次为雕刻作品和陶塑:205。河姆渡陶器口沿、肩部多有装饰，以绳纹和几何纹样最为常见，也有谷粒纹、波浪纹、禾叶纹等纹样，使用的加工工艺包括刻划、压印、戳印等，而陶器上的绘画作品既有写实作品，又有写意作品，题材包括鸟、鱼、水稻、太阳、花草等，以鱼禾纹陶盆、稻穗纹陶盆、猪纹陶钵、五叶纹陶块为代表:213-225。出土的陶塑包含堆塑和捏塑，制作较为粗糙，其题材包括日常用具、禽畜走兽，也有人像和陶舟，其中的陶猪、陶羊、陶狗等动物形象较有特点:212。
河姆渡雕刻品使用的材料有象牙、骨、木等，技法以线雕为主，也有圆雕和浮雕，表现题材主要为鸟，也有太阳、蚕、鱼等形象。其中的双鸟朝阳纹牙雕为线雕的代表，该牙雕长16.6厘米，残宽5.9厘米，厚1.2厘米，中心由五个同心圆组成太阳纹，圆外有火焰纹，两侧有钩喙昂首相望的双鸟。而圆雕鸟形匕则为圆雕的代表，长15.8厘米，宽3.4厘米，厚0.8厘米，成条状，身小尾大。头部鸟首下倾，中间为鸟身和翅膀，尾部夸大成圆弧状。此外还有蚕纹盅形器一件，椭圆形，中部阴刻蚕纹，证明当时已有蚕:205-208。

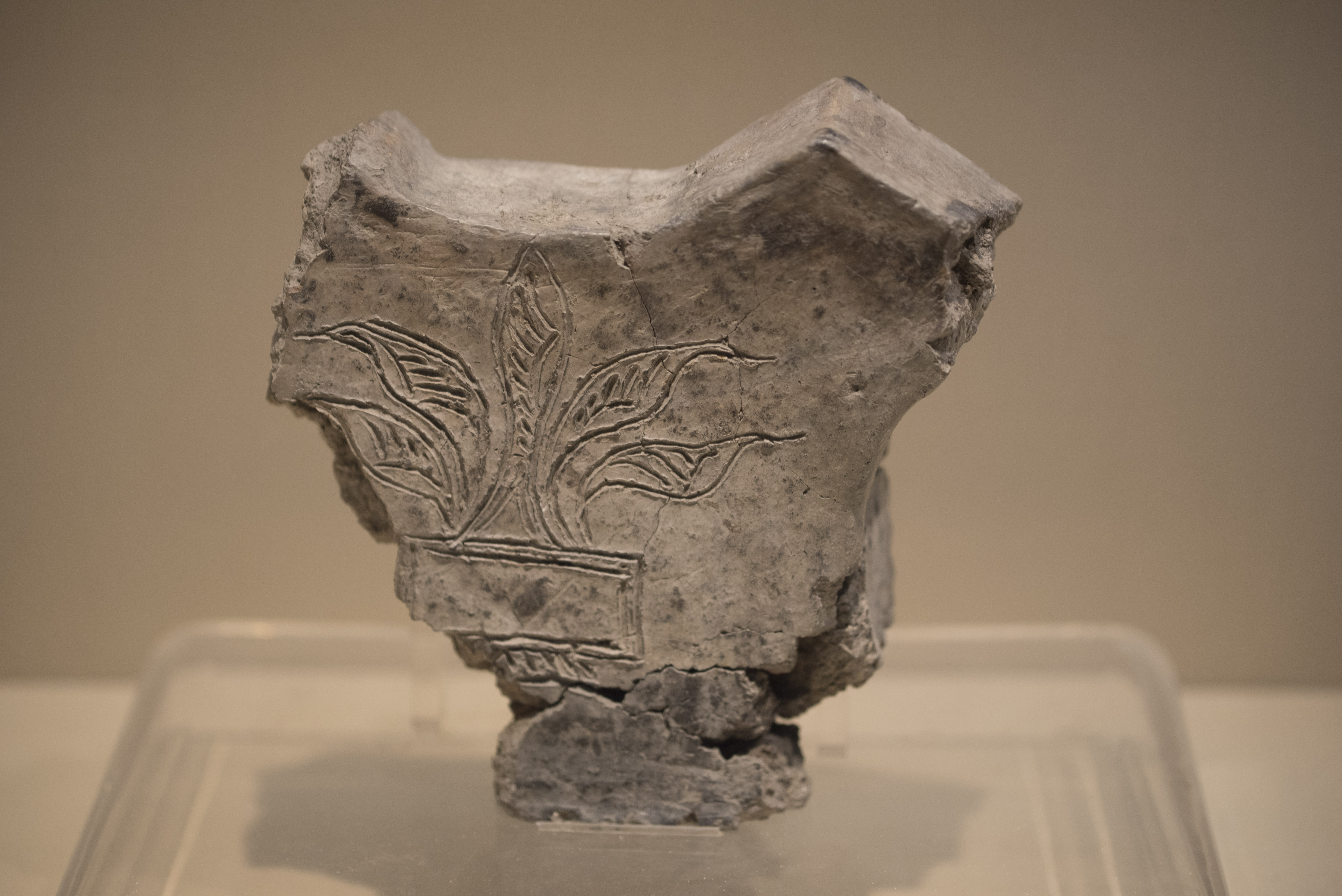
五叶纹陶块
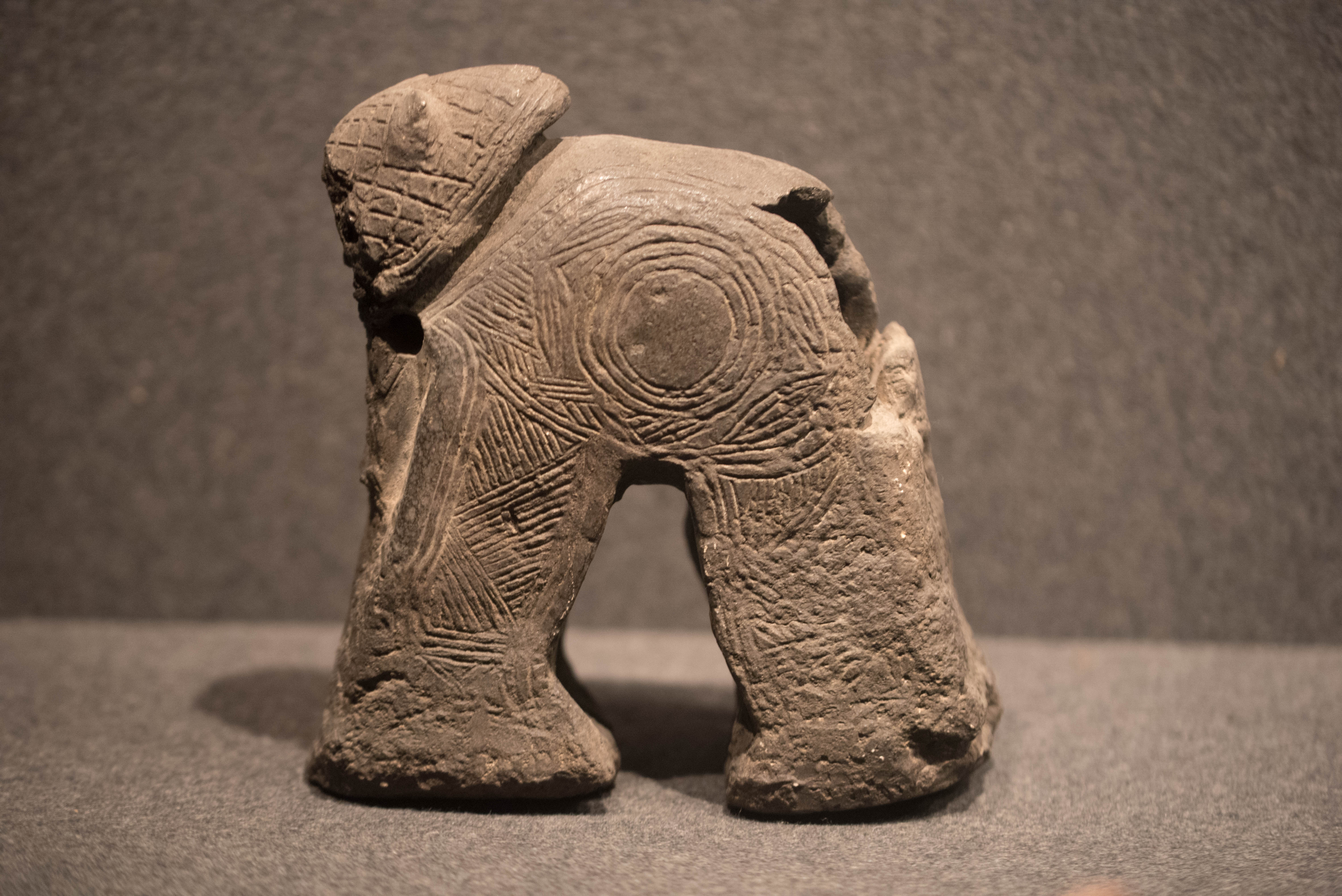
陶兽
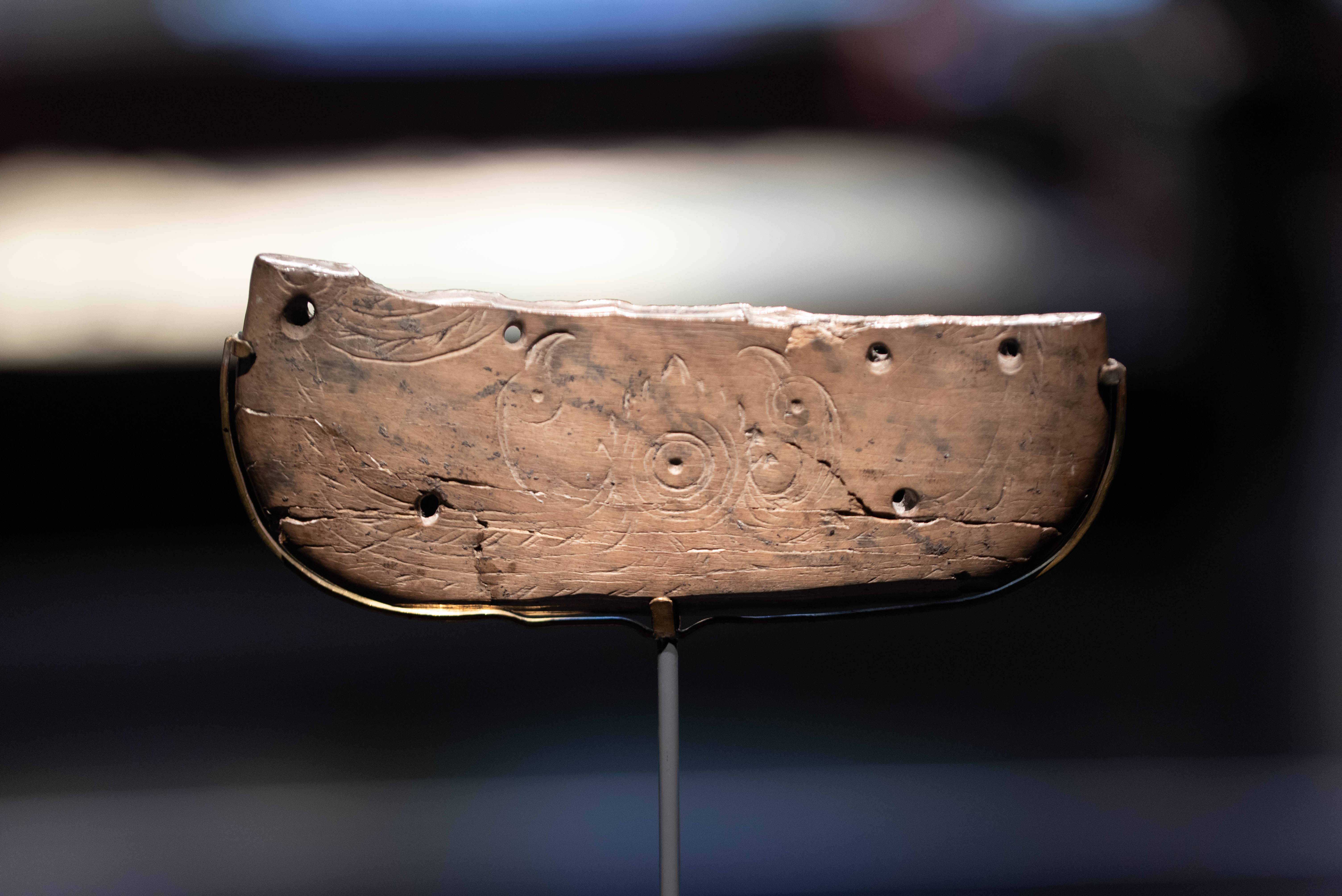
双鸟朝阳纹牙雕，为禁止出境展览文物
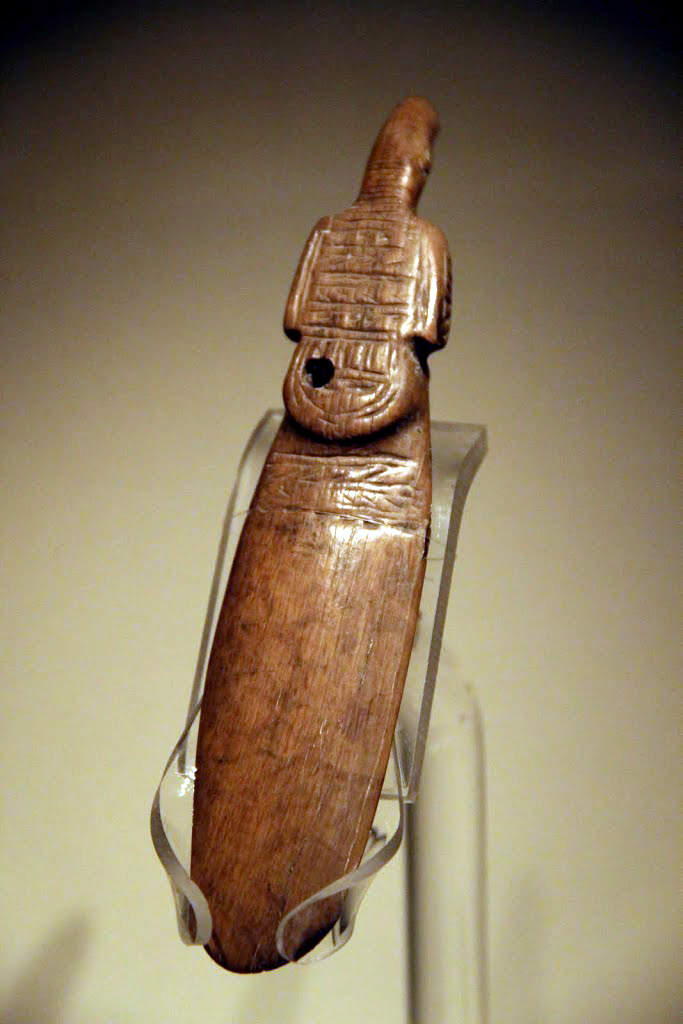
骨匕
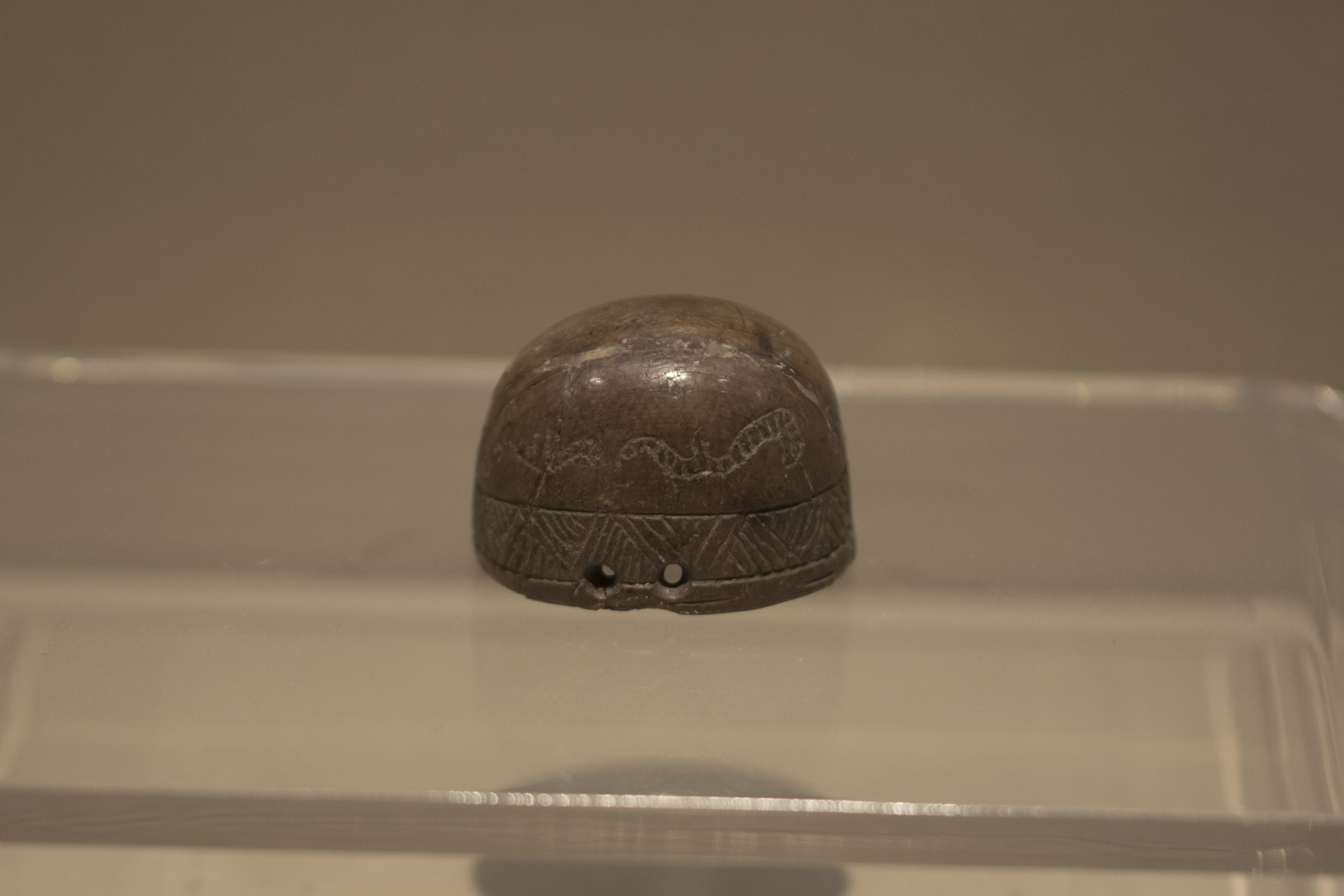
蚕纹盅形器

## 文化归属
河姆渡遗址第一次正式发掘后，遗址第一期和第二期呈现的考古文化从未在之前的考古发掘中发现，因而被定名为“河姆渡文化”。而第三期被认定为属于马家浜文化，第四期被认定为属于崧泽文化。第二次正式发掘后，在拥有更多出土器物的基础上，发现了四期器物存在差异的同时，都具有统一的风格，因而第三、四期文化也被纳入到河姆渡文化的范畴中。1979年前后，浙江省文物考古研究所等机构在宁绍地区及舟山群岛进行了数次调查，发现和考察了鲞架山遗址、下庄遗址、鲻山遗址、童家岙遗址、八字桥遗址、名山后遗址、塔山遗址、白泉遗址等同时期遗址，这些遗址都与河姆渡遗址拥有相同文化内涵的文化层，证明河姆渡遗址并不孤立:27-51。2001年发现，2004年发掘的田螺山遗址则因为良好的保存、连续的地层关系、大量的出土文物为解答河姆渡遗址的诸多争议问题提供了契机，该遗址亦有“第二河姆渡”的美誉。

## 价值与影响
河姆渡遗址的发现是中国20世纪70年代新石器时代研究的重要成果，纠正了学术界长期以来认为江南史前文化相比中原地区发展较晚的观点，也使得“河姆渡文化”被编入中国大陆大学和中学历史教科书，为人熟知:2。遗址中发现的栽培稻谷遗存数量丰富，且与相关农具以及野生稻一同发现，为稻作农业起源提供了重要证据。这些栽培稻谷的出现将中国水稻栽培的历史从公元前3000年前推到公元前5000年，对之前由前苏联遗传学家瓦维洛夫提出，为当时世人公认的栽培稻印度起源说提出了挑战:372。发现的大量动物遗骨、植物标本和孢子对公元前5000年前后宁绍地区的古气候和生态环境提供了直接的证据。

## 保护与展示

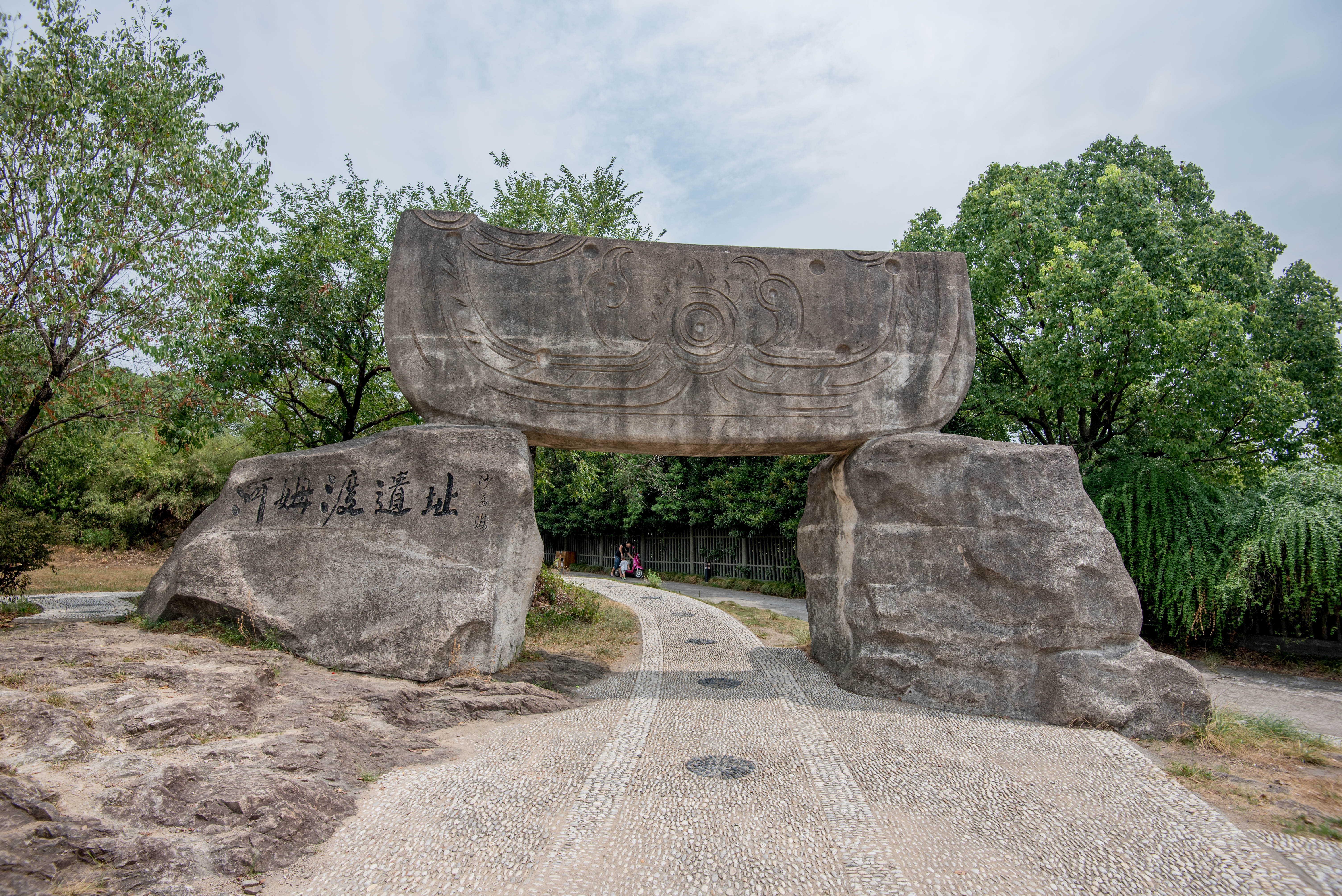
姚江边根据双鸟朝阳纹牙雕制作的雕塑

河姆渡遗址于1982年2月23日被列入第二批全国重点文物保护单位。1986年，遗址区保护和展示工作启动，43户居民和3家企业迁出遗址区。1988年划定的河姆渡遗址建设控制地带达3.5平方公里。1993年，遗址发现地建成河姆渡遗址博物馆，1999年建设完成发掘现场展示区，2008年起免费开放。2009年，经国家文物局批准，《河姆渡遗址保护规划》公布，划定保护范围面积3.9平方公里，北至寺慈线，东至潘家村、鲞架山、吊山，南至大宝山山脊、甬梁线南侧，西至元宝山山脊、郑家自然村、浪墅桥西、里汇头西。2018年6月，河姆渡遗址成为浙江省省级考古遗址公园。
2001年，发掘区域北侧建设河姆渡文化生态园，在改善附近生态环境的同时也对遗址造成了一定的破坏。2002年，为加快当地旅游经济发展，余姚市政府曾引进河姆渡度假村开发项目。该项目位于姚江南岸的控制地带内，对部分相当于河姆渡文化一、二期的堆积造成了破坏，且未经国家文物局审批。2004年，已建成的部分建筑由于影响河姆渡的环境景观而被拆除。